# Paris-Nice 2021
Le Paris-Nice 2021 est la 79e édition de cette course cycliste sur route masculine. La compétition a lieu du 7 au 14 mars 2021 en France.
La course est remportée pour la deuxième année consécutive par l'Allemand Maximilian Schachmann, membre de l'équipe Bora-Hansgrohe. Le Russe Aleksandr Vlasov et l'Espagnol Ion Izagirre (Astana-Premier Tech) complètent le podium, terminant respectivement deuxième et troisième. Le Slovène Primož Roglič, numéro un mondial, qui occupait la tête du général lors de la dernière étape, a perdu plus de trois minutes lors de celle-ci en raison de chutes, terminant finalement quinzième.

## Présentation

### Parcours
Comme c'est le cas depuis 2010, la Course au soleil démarre des Yvelines, avec une étape bosselée autour de Saint-Cyr-l'École. Le lendemain, l'étape est plate mais pourrait être rendue piégeuse par le vent. Après un contre-la-montre de 14,4 km, une première arrivée au sommet est programmée, après un parcours accidenté, vers le col du Fut d'Avenas dans le Beaujolais. Les sprinteurs ont ensuite une dernière opportunité de lever les bras, avant une fin d'épreuve plus montagneuse dans l'arrière pays-niçois. Les coureurs disputent une étape difficile, sur un parcours similaire à la 7e étape de l'édition 2011, une arrivée pour la 3e fois en quatre ans au col de la Colmiane, et la traditionnelle boucle finale autour de Nice,,.

### Équipes
En tant qu'épreuve World Tour, les 19 équipes World Tour participent automatiquement à la course. En terminant meilleure formation de deuxième division, l'équipe Alpecin-Fenix a le droit, sans obligation, de prendre part à toutes les manches du calendrier World Tour. En l’occurrence, la formation a décidé de prendre part à Paris-Nice. Par ailleurs, ASO a également convié les équipes françaises Arkéa-Samsic, B&B Hotels p/b KTM et Total Direct Energie, qui étaient déjà présentes sur la dernière édition.
| WorldTeams (19)- AG2R Citroën Team - Astana-Premier Tech - Bahrain Victorious - Team BikeExchange - Bora-Hansgrohe - Cofidis - Deceuninck-Quick Step - Team DSM - EF Education-Nippo - Groupama-FDJ - Ineos Grenadiers - Intermarché-Wanty-Gobert Matériaux - Israel Start-Up Nation - Jumbo-Visma - Lotto Soudal - Movistar Team - Qhubeka Assos - Trek-Segafredo - UAE Team Emirates ProTeams (4)- Alpecin-Fenix - Arkéa-Samsic - B&B Hotels p/b KTM - Total Direct Énergie |
| |

### Favoris et principaux participants
Primož Roglič (Jumbo-Visma) est le grand favori de l'épreuve. Preuve de sa grande régularité, le slovène a terminé sur le podium des neuf dernières courses par étapes qu'il a terminées. Gagnante de six éditions entre 2012 et 2019, la formation Ineos-Grenadiers se présente avec un duo de leader composé de Tao Geoghegan Hart, vainqueur du Giro 2020, et de Richie Porte, qui s'est adjugé les éditions 2013 et 2015, mais qui a souvent perdu du temps dans des bordures ces dernières années, que ce soit sur Paris-Nice ou sur le Tour de France. Le tenant du titre Maximilian Schachmann (Bora-Hansgrohe) et son dauphin Tiesj Benoot (Team DSM) tenteront d'obtenir un nouveau podium, ce dernier étant accompagné notamment par Jai Hindley, dauphin de Geoghegan Hart en Italie. David Gaudu (Groupama-FDJ), auteur d'un bon début de saison (en ayant levé les bras sur l'Ardèche Classic), Aleksandr Vlasov (Astana-Premier Tech), dans le Top 5 de toutes ses courses (hors grands tours) l'an passé, et Guillaume Martin (Cofidis), 3e du Critérium du Dauphiné 2020, sont aussi des candidats à un bon classement général,, tout comme Bob Jungels (AG2R Citroën).
Coureur le plus prolifique en 2020, le champion de France Arnaud Démare (Groupama-FDJ) cherchera à débloquer son compteur sur la course au soleil, lui qui avait levé les bras sur l'épreuve en 2016, 2017 et 2018. Michael Matthews (Team BikeExchange), maillot vert en 2015 et 2016, Sam Bennett (Deceuninck-Quick Step), le champion d'Europe Giacomo Nizzolo (Qhubeka-Assos), Alexander Kristoff (UAE Emirates), John Degenkolb (Lotto-Soudal) et Nacer Bouhanni (Arkéa-Samsic) ont également remporté au moins un sprint sur Paris-Nice. Pascal Ackermann (Bora-Hansgrohe), Christophe Laporte (Cofidis) et Bryan Coquard (B&B Hotels p/b KTM) seront aussi candidat à une victoire d'étape,.

### Primes
La course attribue les prix suivants. Tous les montants sont exprimés en euros (€).
| Position                     | Position                    | 1er   | 2e    | 3e    | 4e    | 5e    | 6e    | 7e    | 8e    | 9e    | 10e-20e | Total   | Total   |
| Classement général           | Classement général          | 16000 | 8000  | 4000  | 2000  | 1600  | 1200  | 1200  | 800   | 800   | 400     | 40 000  | 40 000  |
| Par étape                    | Par étape                   | 4000  | 2000  | 1000  | 500   | 400   | 300   | 300   | 200   | 200   | 100     | 10 000  | 10 000  |
| Classement par points        | Sprints intermédiaires (14) | 100   | 75    | 25    |       |       |       |       |       |       |         | 2800    | 7000    |
| Classement par points        | Classement final            | 2000  | 1000  | 800   | 400   |       |       |       |       |       |         | 4200    | 7000    |
| Classement de la montagne    | Cols et côtes (27)          | 100   | 75    | 25    |       |       |       |       |       |       |         | 5400    | 9600    |
| Classement de la montagne    | Classement final            | 2000  | 1000  | 800   | 400   |       |       |       |       |       |         | 4200    | 9600    |
| Classement du meilleur jeune | Etapes                      | 150   |       |       |       |       |       |       |       |       |         | 1200    | 2000    |
| Classement du meilleur jeune | Classement final            | 800   |       |       |       |       |       |       |       |       |         | 800     | 2000    |
| Classement par équipes       | Etapes                      | 300   |       |       |       |       |       |       |       |       |         | 2400    | 3600    |
| Classement par équipes       | Classement final            | 1200  |       |       |       |       |       |       |       |       |         | 1200    | 3600    |
| Prix de la combativité (7)   | Prix de la combativité (7)  | 300   |       |       |       |       |       |       |       |       |         | 2100    | 2100    |
| Total                        | Total                       | Total | Total | Total | Total | Total | Total | Total | Total | Total | Total   | 144 300 | 144 300 |

## Étapes
| Étape     | Date    | Villes étapes                         | type                        | Distance (km) | Dénivelé (m) | Vainqueur d'étape   | Leader du classement général |
| --------- | ------- | ------------------------------------- | --------------------------- | ------------- | ------------ | ------------------- | ---------------------------- |
| 1re étape | 7 mars  | Saint-Cyr-l'École – Saint-Cyr-l'École | étape vallonnée             | 166           | 1 525 m      | Sam Bennett         | Sam Bennett                  |
| 2e étape  | 8 mars  | Oinville-sur-Montcient – Amilly       | étape de plaine             | 188           | 1 016 m      | Cees Bol            | Michael Matthews             |
| 3e étape  | 9 mars  | Gien – Gien                           | contre-la-montre individuel | 14,4          | 102 m        | Stefan Bissegger    | Stefan Bissegger             |
| 4e étape  | 10 mars | Chalon-sur-Saône – Chiroubles         | étape vallonnée             | 188           | 3 540 m      | Primož Roglič       | Primož Roglič                |
| 5e étape  | 11 mars | Vienne – Bollène                      | étape de plaine             | 203           | 926 m        | Sam Bennett         | Primož Roglič                |
| 6e étape  | 12 mars | Brignoles – Biot                      | étape vallonnée             | 202,5         | 3 181 m      | Primož Roglič       | Primož Roglič                |
| 7e étape  | 13 mars | Le Broc – Valdeblore                  | étape de montagne           | 119,2         | 3 127 m      | Primož Roglič       | Primož Roglič                |
| 8e étape  | 14 mars | Plan-du-Var – Levens                  | étape vallonnée             | 93,1          | 2 006 m      | Magnus Cort Nielsen | Maximilian Schachmann        |

## Déroulement de la course

### 1reétape
Les coureurs parcourent deux fois une grande boucle autour de Saint-Cyr-l'École, à travers les Yvelines et l'Essonne, pour 166 km de course. Lors de chacun de ces deux tours, les coureurs escaladent deux côtes de 3e catégorie, la côte de Senlisse (1,1 km à 5,5 %) et la côte de Méridon (1,4 km à 5,2 %), puis disputent un sprint intermédiaire, au sommet d'un mur à Châteaufort. Dans le premier tour, ces rendez-vous sont placés au km 49.5, au km 55 et au km 65 ; dans le second tour, ils sont situés au km 133.5, au km 140 et au km 150,5.
Malgré plusieurs tentatives d'échappées, le peloton reste groupé dans les premiers kilomètres. Au km 16, Fabien Doubey (Total-Direct Energie) attaque et prend vite du champ sur le peloton. Son avance grimpe jusqu'à 5 minutes 20 au km 36, puis l'équipe Deceuninck-Quick Step enclenche la poursuite, rejointe ensuite par les formations Trek-Segafredo et Groupama-FDJ.
Doubey passe en tête au sommet de la côte de Senlisse, avec 5 minutes d'avance sur Tim Declercq (Deceuninck-Quick Step), Julien Bernard (Trek-Segafredo) et le reste du peloton. Au sommet de la côte de Méridon, l'homme de tête possède toujours 5 minutes d'avance sur le peloton, mené par Bernard et Bruno Armirail (Groupama-FDJ). L'écart est d'environ 4 minutes 30 lors du premier sprint intermédiaire, où Michael Matthews (Team BikeExchange) va chercher la 2e place, devant le champion de Grande-Bretagne Ben Swift (Ineos-Grenadiers). L'échappé aborde le second tour avec 3 minutes 25 d'avance sur le peloton. Le retard du peloton n'est plus que de 1 minute 19 à 60 km de l'arrivée.
Alors que l'avance de l'homme de tête est passé sous la barre de la minute, Philippe Gilbert (Lotto-Soudal) attaque à environ 54 km de l'arrivée, suivi par son coéquipier Stefano Oldani, ainsi que Anthony Perez (Cofidis) et Christopher Lawless (Total-Direct Energie). Fabien Doubey est rejoint par ce quatuor à 52,2 km du but. Le peloton est alors pointé à 30 secondes. A 50,8 km de la ligne, alors que l'avance du quintet s'est réduite d'une dizaine de secondes, Gilbert laisse partir Oldani et Perez pour piéger les deux coureurs de Total-Direct Energie, avant de faire l'effort pour recoller sur la tête de course. Doubey y parvient également, mais pas Lawless. Ce dernier est vite repris par le peloton. L'écart entre le groupe de tête et le peloton va ensuite se stabiliser autour des 30 secondes. Richie Porte (Ineos-Grenadiers) chute au pied de la côte de Senlisse. Il repart dans un premier temps, avant d'abandonner l'épreuve. Doubey passe en tête au sommet, devant Oldani et Perez, s'assurant ainsi de terminer l'étape en tête du classement de la montagne. Le peloton franchit la ligne 43 secondes plus tard. Doubey se relève après l'ascension. Les équipes de sprinteurs (Deceuninck-Quick Step, Groupama-FDJ, Team BikeExchange et Bora-Hansgrohe) vont ensuite nettement accélérer, le trio de tête est repris au pied de la côte de Méridon. Nils Politt (Bora-Hansgrohe) passe en tête au sommet, devant Amund Grøndahl Jansen (Team BikeExchange) et Anthony Perez. Kobe Goossens (Lotto-Soudal) sort du peloton à 25,4 km de l'arrivée. Il creuse rapidement un écart de 20 secondes, mais est revu à 17,6 km du but.
Tiesj Benoot (Team DSM) accélère dans le mur de Châteaufort, mais Michael Matthews le devance sur la ligne du sprint intermédiaire, tandis que Jasper Stuyven (Trek-Segafredo) prend la 3e place. Pierre Latour (Total-Direct Energie) attaque à 15 km de la ligne, suivi par Søren Kragh Andersen (Team DSM), Edward Theuns (Trek-Segafredo), Mattia Cattaneo (Deceuninck-Quick Step), David de la Cruz (UAE Emirates), Cyril Gautier (B&B Hotels p/b KTM) et Kristian Sbaragli (Alpecin-Fenix). Les sept hommes sont repris à 11 km de l'arrivée, Gautier contre-attaque, mais il est rejoint par le peloton 800 m plus loin. Les trains des sprinteurs se mettent progressivement en place dans les 10 derniers kilomètres. Alors qu'il était dans les premières positions du peloton, Miles Scotson (Groupama-FDJ) chute à la flamme rouge, ce qui perturbe la préparation du sprint final. Bien emmené par son équipe, Pascal Ackermann (Bora-Hansgrohe) lance le sprint, mais Sam Bennett (Deceuninck-Quick Step) est le plus rapide et s'impose devant le champion de France Arnaud Démare (Groupama-FDJ) et Mads Pedersen (Trek-Segafredo). Bennett s'empare ainsi des maillots jaunes et verts, avec 4 secondes d'avance sur Démare et 5 sur Mathhews. 4e de l'étape et 8e du classement général, à 10 secondes du leader, Jasper Philipsen (Alpecin-Fenix) prend le maillot blanc.
| \| Classement de l'étape \| Classement de l'étape \| Classement de l'étape \| Classement de l'étape \| Classement de l'étape \| \| Coureur \| Coureur \| Pays \| Équipe \| Temps \| \| --------------------- \| --------------------- \| --------------------- \| ---------------------- \| --------------------- \| \| 1er \| Sam Bennett \| Irlande \| Deceuninck-Quick Step \| 3 h 51 min 38 s \| \| 2e \| Arnaud Démare \| France \| Groupama-FDJ \| + 0 s \| \| 3e \| Mads Pedersen \| Danemark \| Trek-Segafredo \| + 0 s \| \| 4e \| Jasper Philipsen \| Belgique \| Alpecin-Fenix \| + 0 s \| \| 5e \| Bryan Coquard \| France \| B&B Hotels p/b KTM \| + 0 s \| \| 6e \| Pascal Ackermann \| Allemagne \| Bora-Hansgrohe \| + 0 s \| \| 7e \| Phil Bauhaus \| Allemagne \| Bahrain Victorious \| + 0 s \| \| 8e \| Christophe Laporte \| France \| Cofidis \| + 0 s \| \| 9e \| André Greipel \| Allemagne \| Israel Start-Up Nation \| + 0 s \| \| 10e \| Rudy Barbier \| France \| Israel Start-Up Nation \| + 0 s \| |                    |           |                        |                 |
| |                    |           |                        |                 |
| Source : ProCyclingStats |                    |           |                        |                 |
| Classement de l'étape |                    |           |                        |                 |
| Coureur | Coureur            | Pays      | Équipe                 | Temps           |
| 1er | Sam Bennett        | Irlande   | Deceuninck-Quick Step  | 3 h 51 min 38 s |
| 2e | Arnaud Démare      | France    | Groupama-FDJ           | + 0 s           |
| 3e | Mads Pedersen      | Danemark  | Trek-Segafredo         | + 0 s           |
| 4e | Jasper Philipsen   | Belgique  | Alpecin-Fenix          | + 0 s           |
| 5e | Bryan Coquard      | France    | B&B Hotels p/b KTM     | + 0 s           |
| 6e | Pascal Ackermann   | Allemagne | Bora-Hansgrohe         | + 0 s           |
| 7e | Phil Bauhaus       | Allemagne | Bahrain Victorious     | + 0 s           |
| 8e | Christophe Laporte | France    | Cofidis                | + 0 s           |
| 9e | André Greipel      | Allemagne | Israel Start-Up Nation | + 0 s           |
| 10e | Rudy Barbier       | France    | Israel Start-Up Nation | + 0 s           |

| \| Classement général \| Classement général \| Classement général \| Classement général \| Classement général \| \| Coureur \| Coureur \| Pays \| Équipe \| Temps \| \| ------------------ \| ------------------ \| ------------------ \| --------------------- \| ------------------ \| \| 1er \| Sam Bennett \| Irlande \| Deceuninck-Quick Step \| 3 h 51 min 28 s \| \| 2e \| Arnaud Démare \| France \| Groupama-FDJ \| + 4 s \| \| 3e \| Michael Matthews \| Australie \| BikeExchange \| + 5 s \| \| 4e \| Mads Pedersen \| Danemark \| Trek-Segafredo \| + 6 s \| \| 5e \| Ben Swift \| Royaume-Uni \| Ineos Grenadiers \| + 9 s \| \| 6e \| Jasper Philipsen \| Belgique \| Alpecin-Fenix \| + 10 s \| \| 7e \| Bryan Coquard \| France \| B&B Hotels p/b KTM \| + 10 s \| \| 8e \| Pascal Ackermann \| Allemagne \| Bora-Hansgrohe \| + 10 s \| \| 9e \| Phil Bauhaus \| Allemagne \| Bahrain Victorious \| + 10 s \| \| 10e \| Christophe Laporte \| France \| Cofidis \| + 10 s \| |                    |             |                       |                 |
| |                    |             |                       |                 |
| Source : ProCyclingStats |                    |             |                       |                 |
| Classement général |                    |             |                       |                 |
| Coureur | Coureur            | Pays        | Équipe                | Temps           |
| 1er | Sam Bennett        | Irlande     | Deceuninck-Quick Step | 3 h 51 min 28 s |
| 2e | Arnaud Démare      | France      | Groupama-FDJ          | + 4 s           |
| 3e | Michael Matthews   | Australie   | BikeExchange          | + 5 s           |
| 4e | Mads Pedersen      | Danemark    | Trek-Segafredo        | + 6 s           |
| 5e | Ben Swift          | Royaume-Uni | Ineos Grenadiers      | + 9 s           |
| 6e | Jasper Philipsen   | Belgique    | Alpecin-Fenix         | + 10 s          |
| 7e | Bryan Coquard      | France      | B&B Hotels p/b KTM    | + 10 s          |
| 8e | Pascal Ackermann   | Allemagne   | Bora-Hansgrohe        | + 10 s          |
| 9e | Phil Bauhaus       | Allemagne   | Bahrain Victorious    | + 10 s          |
| 10e | Christophe Laporte | France      | Cofidis               | + 10 s          |

### 2eétape

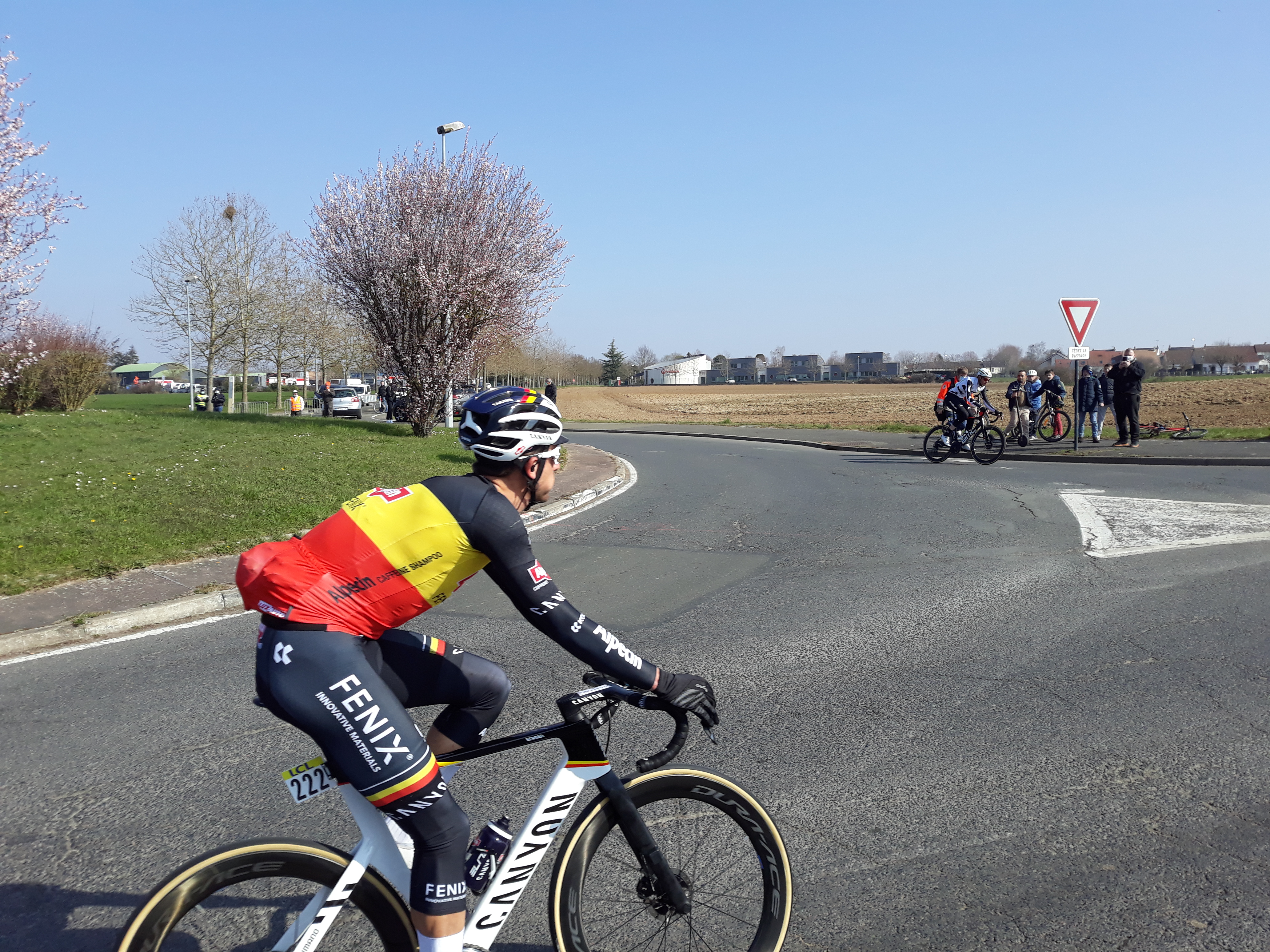
Les échappés Dries De Bondt et Sander Armée

La première partie de l'étape est légèrement vallonnée, avec notamment la côte des Granges-le-Roi (1,5 km à 3,5 %), classée en 3e catégorie et dont le sommet est situé au km 72,5. La suite du parcours est une traversée des plaines de la Beauce, jalonnée par les deux sprints intermédiaires (km 91,5 et km 154,5). L'arrivée est jugée à Amilly, après 188 km de course depuis Oinville-sur-Montcient, à travers les Yvelines, l'Essonne, l'Eure-et-Loir et le Loiret.
Le début d'étape est peu rapide, le peloton reste groupé durant les premiers kilomètres de course. Le champion de Belgique Dries De Bondt (Alpecin-Fenix) et son compatriote Sander Armée (Qhubeka-Assos) s'échappent au km 17,5. Le duo de tête parvient à prendre jusqu'à 4 minutes 25 d'avance, au km 33, puis la formation Deceuninck-Quick Step va contrôler l'écart autour des 3 minutes, d'abord seule puis accompagnée par les Trek-Segafredo. Armée passe en tête au sommet de la côte des Granges-le-Roi, tandis que le maillot à pois Fabien Doubey (Total-Direct Energie) prend la 3e place, 2 minutes 30 après les échappés.
Au km 80, l'accélération de l'équipe Trek-Segafredo coupe le peloton en deux, piégeant notamment le champion d'Espagne Luis Léon Sánchez (Astana-Premier Tech) et Steven Kruijswijk (Jumbo-Visma). La manœuvre est fatale aux fuyards, qui sont repris 4 km plus loin, mais le peloton se reforme au km 87. Michael Matthews (Team BikeExchange) remporte le premier sprint intermédiaire, en devançant Florian Vermeersch (Lotto-Soudal) et Yves Lampaert (Deceuninck-Quick Step). A 70 km de l'arrivée, les Deceuninck-Quick Step profitent du vent pour scinder le peloton en trois. Le 2e groupe parvient à recoller rapidement, le 3e groupe - avec des coureurs comme Thomas De Gendt (Lotto-Soudal), Magnus Cort Nielsen (EF Education-Nippo) ou Kruijswijk - accuse une vingtaine de secondes de retard. Le groupe piégé rentre sur le peloton à 54 km du but. André Greipel (Israel Start-Up Nation) remporte le second sprint intermédiaire, devant Matthews et Nils Politt (Bora-Hansgrohe). Matthews revient alors à auteur du maillot jaune Sam Bennett (Deceuninck-Quick Step).
Plusieurs chutes émaillent les derniers kilomètres. Parmi les coureurs qui vont à terre, seul Alexis Vuillermoz (Total-Direct Energie) est contraint à l'abandon. Les formations Trek-Segafredo, puis Team DSM prennent en main le peloton dans les 4 derniers kilomètres. Une chute à la flamme rouge empêche certains sprinteurs, comme Nacer Bouhanni (Arkéa-Samsic) ou Alexander Kristoff (UAE Emirates) de se battre pour la victoire. Bien emmené par son équipier Jasper Stuyven, Mads Pedersen (Trek-Segafredo) lance le sprint, mais Cees Bol (Team DSM) se montre le plus rapide, et s'adjuge l'étape devant Pedersen et Matthews. Ce dernier s'empare du maillot jaune, avec 4 secondes d'avance sur Bennett, Pedersen et Bol. 8e du classement général à 12 secondes, Florian Vermeersch est le nouveau meilleur jeune. 5e du jour, Sam Bennett conserve son maillot vert, à égalité de points avec Mads Pedersen mais au bénéfice de sa victoire d'étape.
| \| Classement de l'étape \| Classement de l'étape \| Classement de l'étape \| Classement de l'étape \| Classement de l'étape \| \| Coureur \| Coureur \| Pays \| Équipe \| Temps \| \| --------------------- \| --------------------- \| --------------------- \| ---------------------- \| --------------------- \| \| 1er \| Cees Bol \| Pays-Bas \| Team DSM \| 4 h 27 min 59 s \| \| 2e \| Mads Pedersen \| Danemark \| Trek-Segafredo \| + 0 s \| \| 3e \| Michael Matthews \| Australie \| BikeExchange \| + 0 s \| \| 4e \| Bryan Coquard \| France \| B&B Hotels p/b KTM \| + 0 s \| \| 5e \| Sam Bennett \| Irlande \| Deceuninck-Quick Step \| + 0 s \| \| 6e \| John Degenkolb \| Allemagne \| Lotto-Soudal \| + 0 s \| \| 7e \| Pascal Ackermann \| Allemagne \| Bora-Hansgrohe \| + 0 s \| \| 8e \| Phil Bauhaus \| Allemagne \| Bahrain Victorious \| + 0 s \| \| 9e \| Jasper Philipsen \| Belgique \| Alpecin-Fenix \| + 0 s \| \| 10e \| Rudy Barbier \| France \| Israel Start-Up Nation \| + 0 s \| |                  |           |                        |                 |
| |                  |           |                        |                 |
| Source : ProCyclingStats |                  |           |                        |                 |
| Classement de l'étape |                  |           |                        |                 |
| Coureur | Coureur          | Pays      | Équipe                 | Temps           |
| 1er | Cees Bol         | Pays-Bas  | Team DSM               | 4 h 27 min 59 s |
| 2e | Mads Pedersen    | Danemark  | Trek-Segafredo         | + 0 s           |
| 3e | Michael Matthews | Australie | BikeExchange           | + 0 s           |
| 4e | Bryan Coquard    | France    | B&B Hotels p/b KTM     | + 0 s           |
| 5e | Sam Bennett      | Irlande   | Deceuninck-Quick Step  | + 0 s           |
| 6e | John Degenkolb   | Allemagne | Lotto-Soudal           | + 0 s           |
| 7e | Pascal Ackermann | Allemagne | Bora-Hansgrohe         | + 0 s           |
| 8e | Phil Bauhaus     | Allemagne | Bahrain Victorious     | + 0 s           |
| 9e | Jasper Philipsen | Belgique  | Alpecin-Fenix          | + 0 s           |
| 10e | Rudy Barbier     | France    | Israel Start-Up Nation | + 0 s           |

| \| Classement général \| Classement général \| Classement général \| Classement général \| Classement général \| \| Coureur \| Coureur \| Pays \| Équipe \| Temps \| \| ------------------ \| ------------------ \| ------------------ \| ---------------------- \| ------------------ \| \| 1er \| Michael Matthews \| Australie \| BikeExchange \| 8 h 19 min 23 s \| \| 2e \| Mads Pedersen \| Danemark \| Trek-Segafredo \| + 4 s \| \| 3e \| Sam Bennett \| Irlande \| Deceuninck-Quick Step \| + 4 s \| \| 4e \| Cees Bol \| Pays-Bas \| Team DSM \| + 4 s \| \| 5e \| Arnaud Démare \| France \| Groupama-FDJ \| + 8 s \| \| 6e \| André Greipel \| Allemagne \| Israel Start-Up Nation \| + 11 s \| \| 7e \| Tiesj Benoot \| Belgique \| Team DSM \| + 12 s \| \| 8e \| Florian Vermeersch \| Belgique \| Lotto-Soudal \| + 12 s \| \| 9e \| Jasper Stuyven \| Belgique \| Trek-Segafredo \| + 13 s \| \| 10e \| Ben Swift \| Royaume-Uni \| Ineos Grenadiers \| + 13 s \| |                    |             |                        |                 |
| |                    |             |                        |                 |
| Source : ProCyclingStats |                    |             |                        |                 |
| Classement général |                    |             |                        |                 |
| Coureur | Coureur            | Pays        | Équipe                 | Temps           |
| 1er | Michael Matthews   | Australie   | BikeExchange           | 8 h 19 min 23 s |
| 2e | Mads Pedersen      | Danemark    | Trek-Segafredo         | + 4 s           |
| 3e | Sam Bennett        | Irlande     | Deceuninck-Quick Step  | + 4 s           |
| 4e | Cees Bol           | Pays-Bas    | Team DSM               | + 4 s           |
| 5e | Arnaud Démare      | France      | Groupama-FDJ           | + 8 s           |
| 6e | André Greipel      | Allemagne   | Israel Start-Up Nation | + 11 s          |
| 7e | Tiesj Benoot       | Belgique    | Team DSM               | + 12 s          |
| 8e | Florian Vermeersch | Belgique    | Lotto-Soudal           | + 12 s          |
| 9e | Jasper Stuyven     | Belgique    | Trek-Segafredo         | + 13 s          |
| 10e | Ben Swift          | Royaume-Uni | Ineos Grenadiers       | + 13 s          |

### 3eétape
Les coureurs disputent lors du 3e jour de l'épreuve un contre-la-montre individuel, long de 14,4 km autour de Gien, à travers le Loiret. Le parcours est plat, néanmoins les 400 derniers mètres sont à 6,3 % de pente moyenne.
Stefan Bissegger (EF Education-Nippo) remporte ce contre-la-montre, avec 83 centièmes de seconde d'avance sur le champion de France de la spécialité Rémi Cavagna (Deceuninck-Quick Step), qui a sans doute perdu le chrono en devant freiner au pied de la bosse finale, et 6 secondes sur Primož Roglič (Jumbo-Visma). 17e de l'étape à 23 secondes, Michael Matthews (Team BikeExchange) perd son maillot jaune pour 9 secondes, au profit du vainqueur du jour, qui s'empare également du maillot blanc.
| \| Classement de l'étape \| Classement de l'étape \| Classement de l'étape \| Classement de l'étape \| Classement de l'étape \| \| Coureur \| Coureur \| Pays \| Équipe \| Temps \| \| --------------------- \| --------------------- \| --------------------- \| ---------------------- \| --------------------- \| \| 1er \| Stefan Bissegger \| Suisse \| EF Education-Nippo \| 17 min 34 s \| \| 2e \| Rémi Cavagna \| France \| Deceuninck-Quick Step \| + 0 s \| \| 3e \| Primož Roglič \| Slovénie \| Jumbo-Visma \| + 6 s \| \| 4e \| Brandon McNulty \| États-Unis \| UAE Team Emirates \| + 9 s \| \| 5e \| Søren Kragh Andersen \| Danemark \| Team DSM \| + 10 s \| \| 6e \| Rohan Dennis \| Australie \| Ineos Grenadiers \| + 13 s \| \| 7e \| Christophe Laporte \| France \| Cofidis \| + 13 s \| \| 8e \| Dylan van Baarle \| Pays-Bas \| Ineos Grenadiers \| + 14 s \| \| 9e \| Yves Lampaert \| Belgique \| Deceuninck-Quick Step \| + 16 s \| \| 10e \| Patrick Bevin \| Nouvelle-Zélande \| Israel Start-Up Nation \| + 16 s \| |                      |                  |                        |             |
| |                      |                  |                        |             |
| Source : ProCyclingStats |                      |                  |                        |             |
| Classement de l'étape |                      |                  |                        |             |
| Coureur | Coureur              | Pays             | Équipe                 | Temps       |
| 1er | Stefan Bissegger     | Suisse           | EF Education-Nippo     | 17 min 34 s |
| 2e | Rémi Cavagna         | France           | Deceuninck-Quick Step  | + 0 s       |
| 3e | Primož Roglič        | Slovénie         | Jumbo-Visma            | + 6 s       |
| 4e | Brandon McNulty      | États-Unis       | UAE Team Emirates      | + 9 s       |
| 5e | Søren Kragh Andersen | Danemark         | Team DSM               | + 10 s      |
| 6e | Rohan Dennis         | Australie        | Ineos Grenadiers       | + 13 s      |
| 7e | Christophe Laporte   | France           | Cofidis                | + 13 s      |
| 8e | Dylan van Baarle     | Pays-Bas         | Ineos Grenadiers       | + 14 s      |
| 9e | Yves Lampaert        | Belgique         | Deceuninck-Quick Step  | + 16 s      |
| 10e | Patrick Bevin        | Nouvelle-Zélande | Israel Start-Up Nation | + 16 s      |

| \| Classement général \| Classement général \| Classement général \| Classement général \| Classement général \| \| Coureur \| Coureur \| Pays \| Équipe \| Temps \| \| ------------------ \| -------------------- \| ------------------ \| --------------------- \| ------------------ \| \| 1er \| Stefan Bissegger \| Suisse \| EF Education-Nippo \| 8 h 37 min 11 s \| \| 2e \| Rémi Cavagna \| France \| Deceuninck-Quick Step \| + 0 s \| \| 3e \| Primož Roglič \| Slovénie \| Jumbo-Visma \| + 6 s \| \| 4e \| Brandon McNulty \| États-Unis \| UAE Team Emirates \| + 9 s \| \| 5e \| Michael Matthews \| Australie \| BikeExchange \| + 9 s \| \| 6e \| Søren Kragh Andersen \| Danemark \| Team DSM \| + 10 s \| \| 7e \| Mads Pedersen \| Danemark \| Trek-Segafredo \| + 12 s \| \| 8e \| Christophe Laporte \| France \| Cofidis \| + 13 s \| \| 9e \| Dylan van Baarle \| Pays-Bas \| Ineos Grenadiers \| + 14 s \| \| 10e \| Yves Lampaert \| Belgique \| Deceuninck-Quick Step \| + 15 s \| |                      |            |                       |                 |
| |                      |            |                       |                 |
| Source : ProCyclingStats |                      |            |                       |                 |
| Classement général |                      |            |                       |                 |
| Coureur | Coureur              | Pays       | Équipe                | Temps           |
| 1er | Stefan Bissegger     | Suisse     | EF Education-Nippo    | 8 h 37 min 11 s |
| 2e | Rémi Cavagna         | France     | Deceuninck-Quick Step | + 0 s           |
| 3e | Primož Roglič        | Slovénie   | Jumbo-Visma           | + 6 s           |
| 4e | Brandon McNulty      | États-Unis | UAE Team Emirates     | + 9 s           |
| 5e | Michael Matthews     | Australie  | BikeExchange          | + 9 s           |
| 6e | Søren Kragh Andersen | Danemark   | Team DSM              | + 10 s          |
| 7e | Mads Pedersen        | Danemark   | Trek-Segafredo        | + 12 s          |
| 8e | Christophe Laporte   | France     | Cofidis               | + 13 s          |
| 9e | Dylan van Baarle     | Pays-Bas   | Ineos Grenadiers      | + 14 s          |
| 10e | Yves Lampaert        | Belgique   | Deceuninck-Quick Step | + 15 s          |

### 4eétape
Si les premiers kilomètres sont plats, le parcours est vallonné. Quatre ascensions de 2e catégorie jalonnent la première moitié de l'étape : le col des Chèvres (2,3 km à 7,6 %), le col de la Pistole (3,1 km à 6,6 %), la côte de Croix de Montmain (3,6 km à 5,4 %) et la côte de la roche de Solutré (4,1 km à 5,5 %), dont les sommets sont situés respectivement au km 28, au km 47.5, au km 63,5 et au km 85. Une quinzaine de kilomètres plus loin, à partir de Fleurie, les coureurs parcourent une boucle de 45 km. Deux montées sont programmées lors de cette boucle : le Mont Brouilly (3 km à 7,7 %), classé en 2e catégorie et dont le sommet est au km 122, et le col de Durbize, en haut duquel est disputé le premier sprint intermédiaire (km 140). Les coureurs empruntent ensuite une seconde fois les deux premiers tiers de cette boucle, franchissant ainsi le sommet du mont Brouilly au km 167 et disputant le second sprint intermédiaire au col de Durbize (km 185). Après ce sprint, la route continue cette fois-ci de grimper, jusqu'à l'arrivée au lieu-dit « La Terrasse » (7,3 km à 6 %) à seulement un kilomètre du col du Fut d'Avenas dans la commune de Chiroubles , classée en 1re catégorie, après 188 km de course depuis Chalon-sur-Saône, à travers la Saône-et-Loire et le Rhône.
Une échappée de six coureurs (Julien Bernard, Fabien Doubey, Oliver Naesen, Anthony Perez, Oscar Riesebeek et Joaquín Rojas) obtient jusqu'à cinq minutes d'avance. Anthony Perez récolte les points du grimpeur.
Alors que ses compagnons d'échappés se relèvent, Julien Bernard continue seul. Rémi Cavagna attaque dans le peloton lors d'une temporisation. Alors qu'il allait revenir sur Bernard, il est victime d'un problème sur son vélo et doit s'arrêter. Luis León Sánchez qui est sorti du peloton après Cavagna, rejoint la tête de course mais les favoris reviennent. Dans l'ascension finale, Primož Roglič place une attaque à trois kilomètres du sommet et de l'arrivée. Il n'est pas rejoint et remporte l'étape.
| \| Classement de l'étape \| Classement de l'étape \| Classement de l'étape \| Classement de l'étape \| Classement de l'étape \| \| Coureur \| Coureur \| Pays \| Équipe \| Temps \| \| --------------------- \| --------------------- \| --------------------- \| --------------------- \| --------------------- \| \| 1er \| Primož Roglič \| Slovénie \| Jumbo-Visma \| 4 h 49 min 36 s \| \| 2e \| Maximilian Schachmann \| Allemagne \| Bora-Hansgrohe \| + 12 s \| \| 3e \| Guillaume Martin \| France \| Cofidis \| + 12 s \| \| 4e \| Tiesj Benoot \| Belgique \| Team DSM \| + 12 s \| \| 5e \| Aleksandr Vlasov \| Russie \| Astana-Premier Tech \| + 12 s \| \| 6e \| Lucas Hamilton \| Australie \| BikeExchange \| + 12 s \| \| 7e \| David Gaudu \| France \| Groupama-FDJ \| + 16 s \| \| 8e \| Quentin Pacher \| France \| B&B Hotels p/b KTM \| + 16 s \| \| 9e \| Pierre Latour \| France \| Total Direct Énergie \| + 16 s \| \| 10e \| Ion Izagirre \| Espagne \| Astana-Premier Tech \| + 16 s \| |                       |           |                      |                 |
| |                       |           |                      |                 |
| Source : ProCyclingStats |                       |           |                      |                 |
| Classement de l'étape |                       |           |                      |                 |
| Coureur | Coureur               | Pays      | Équipe               | Temps           |
| 1er | Primož Roglič         | Slovénie  | Jumbo-Visma          | 4 h 49 min 36 s |
| 2e | Maximilian Schachmann | Allemagne | Bora-Hansgrohe       | + 12 s          |
| 3e | Guillaume Martin      | France    | Cofidis              | + 12 s          |
| 4e | Tiesj Benoot          | Belgique  | Team DSM             | + 12 s          |
| 5e | Aleksandr Vlasov      | Russie    | Astana-Premier Tech  | + 12 s          |
| 6e | Lucas Hamilton        | Australie | BikeExchange         | + 12 s          |
| 7e | David Gaudu           | France    | Groupama-FDJ         | + 16 s          |
| 8e | Quentin Pacher        | France    | B&B Hotels p/b KTM   | + 16 s          |
| 9e | Pierre Latour         | France    | Total Direct Énergie | + 16 s          |
| 10e | Ion Izagirre          | Espagne   | Astana-Premier Tech  | + 16 s          |

| \| Classement général \| Classement général \| Classement général \| Classement général \| Classement général \| \| Coureur \| Coureur \| Pays \| Équipe \| Temps \| \| ------------------ \| --------------------- \| ------------------ \| -------------------- \| ------------------ \| \| 1er \| Primož Roglič \| Slovénie \| Jumbo-Visma \| 13 h 26 min 40 s \| \| 2e \| Maximilian Schachmann \| Allemagne \| Bora-Hansgrohe \| + 35 s \| \| 3e \| Brandon McNulty \| États-Unis \| UAE Team Emirates \| + 37 s \| \| 4e \| Aleksandr Vlasov \| Russie \| Astana-Premier Tech \| + 41 s \| \| 5e \| Ion Izagirre \| Espagne \| Astana-Premier Tech \| + 43 s \| \| 6e \| Matteo Jorgenson \| États-Unis \| Movistar Team \| + 58 s \| \| 7e \| Tiesj Benoot \| Belgique \| Team DSM \| + 1 min 05 s \| \| 8e \| Lucas Hamilton \| Australie \| BikeExchange \| + 1 min 09 s \| \| 9e \| Luis León Sánchez \| Espagne \| Astana-Premier Tech \| + 1 min 11 s \| \| 10e \| Pierre Latour \| France \| Total Direct Énergie \| + 1 min 12 s \| |                       |            |                      |                  |
| |                       |            |                      |                  |
| Source : ProCyclingStats |                       |            |                      |                  |
| Classement général |                       |            |                      |                  |
| Coureur | Coureur               | Pays       | Équipe               | Temps            |
| 1er | Primož Roglič         | Slovénie   | Jumbo-Visma          | 13 h 26 min 40 s |
| 2e | Maximilian Schachmann | Allemagne  | Bora-Hansgrohe       | + 35 s           |
| 3e | Brandon McNulty       | États-Unis | UAE Team Emirates    | + 37 s           |
| 4e | Aleksandr Vlasov      | Russie     | Astana-Premier Tech  | + 41 s           |
| 5e | Ion Izagirre          | Espagne    | Astana-Premier Tech  | + 43 s           |
| 6e | Matteo Jorgenson      | États-Unis | Movistar Team        | + 58 s           |
| 7e | Tiesj Benoot          | Belgique   | Team DSM             | + 1 min 05 s     |
| 8e | Lucas Hamilton        | Australie  | BikeExchange         | + 1 min 09 s     |
| 9e | Luis León Sánchez     | Espagne    | Astana-Premier Tech  | + 1 min 11 s     |
| 10e | Pierre Latour         | France     | Total Direct Énergie | + 1 min 12 s     |

### 5eétape
Le parcours est extrêmement plat, avec une seule ascension, la côte de Saint-Restitut (1,4 km à 4,8 %), classée en 3e catégorie et dont le sommet est situé au km 169,5. Les deux sprints intermédiaires sont programmés au km 57 et au km 187. L'arrivée est jugée à Bollène, après 203 km de course depuis Vienne, à travers l'Isère, la Drôme, l'Ardèche et le Vaucluse.
Cette étape est entamée en mode mineur et ne commence réellement à s'animer qu'à 70 kilomètres du but quand une échappée de onze coureurs s'extrait du peloton. Ce groupe d'attaquants qui a l'étonnante particularité de ne compter que des coureurs belges est toutefois repris après 6 kilomètres. Il est à noter que le maillot jaune Primož Roglič est impliqué dans une chute à 35 km de l'arrivée qui se révèle plus grave pour Tony Martin qui est contraint d'abandonner. Maximilian Schachmann prend des secondes de bonification. Bien emmené par son équipe, Sam Bennett règle le sprint du peloton et signe une deuxième victoire dans cette épreuve.
| \| Classement de l'étape \| Classement de l'étape \| Classement de l'étape \| Classement de l'étape \| Classement de l'étape \| \| Coureur \| Coureur \| Pays \| Équipe \| Temps \| \| --------------------- \| --------------------- \| --------------------- \| ---------------------------------- \| --------------------- \| \| 1er \| Sam Bennett \| Irlande \| Deceuninck-Quick Step \| 5 h 16 min 01 s \| \| 2e \| Nacer Bouhanni \| France \| Arkéa-Samsic \| + 0 s \| \| 3e \| Pascal Ackermann \| Allemagne \| Bora-Hansgrohe \| + 0 s \| \| 4e \| Phil Bauhaus \| Allemagne \| Bahrain Victorious \| + 0 s \| \| 5e \| Giacomo Nizzolo \| Italie \| Qhubeka Assos \| + 0 s \| \| 6e \| Alexander Kristoff \| Norvège \| UAE Team Emirates \| + 0 s \| \| 7e \| Bryan Coquard \| France \| B&B Hotels p/b KTM \| + 0 s \| \| 8e \| Christophe Laporte \| France \| Cofidis \| + 0 s \| \| 9e \| Rudy Barbier \| France \| Israel Start-Up Nation \| + 0 s \| \| 10e \| Danny van Poppel \| Pays-Bas \| Intermarché-Wanty-Gobert Matériaux \| + 0 s \| |                    |           |                                    |                 |
| |                    |           |                                    |                 |
| Source : ProCyclingStats |                    |           |                                    |                 |
| Classement de l'étape |                    |           |                                    |                 |
| Coureur | Coureur            | Pays      | Équipe                             | Temps           |
| 1er | Sam Bennett        | Irlande   | Deceuninck-Quick Step              | 5 h 16 min 01 s |
| 2e | Nacer Bouhanni     | France    | Arkéa-Samsic                       | + 0 s           |
| 3e | Pascal Ackermann   | Allemagne | Bora-Hansgrohe                     | + 0 s           |
| 4e | Phil Bauhaus       | Allemagne | Bahrain Victorious                 | + 0 s           |
| 5e | Giacomo Nizzolo    | Italie    | Qhubeka Assos                      | + 0 s           |
| 6e | Alexander Kristoff | Norvège   | UAE Team Emirates                  | + 0 s           |
| 7e | Bryan Coquard      | France    | B&B Hotels p/b KTM                 | + 0 s           |
| 8e | Christophe Laporte | France    | Cofidis                            | + 0 s           |
| 9e | Rudy Barbier       | France    | Israel Start-Up Nation             | + 0 s           |
| 10e | Danny van Poppel   | Pays-Bas  | Intermarché-Wanty-Gobert Matériaux | + 0 s           |

| \| Classement général \| Classement général \| Classement général \| Classement général \| Classement général \| \| Coureur \| Coureur \| Pays \| Équipe \| Temps \| \| ------------------ \| --------------------- \| ------------------ \| -------------------- \| ------------------ \| \| 1er \| Primož Roglič \| Slovénie \| Jumbo-Visma \| 18 h 42 min 41 s \| \| 2e \| Maximilian Schachmann \| Allemagne \| Bora-Hansgrohe \| + 31 s \| \| 3e \| Brandon McNulty \| États-Unis \| UAE Team Emirates \| + 37 s \| \| 4e \| Ion Izagirre \| Espagne \| Astana-Premier Tech \| + 40 s \| \| 5e \| Aleksandr Vlasov \| Russie \| Astana-Premier Tech \| + 41 s \| \| 6e \| Matteo Jorgenson \| États-Unis \| Movistar Team \| + 58 s \| \| 7e \| Tiesj Benoot \| Belgique \| Team DSM \| + 1 min 04 s \| \| 8e \| Lucas Hamilton \| Australie \| BikeExchange \| + 1 min 08 s \| \| 9e \| Luis León Sánchez \| Espagne \| Astana-Premier Tech \| + 1 min 11 s \| \| 10e \| Pierre Latour \| France \| Total Direct Énergie \| + 1 min 12 s \| |                       |            |                      |                  |
| |                       |            |                      |                  |
| Source : ProCyclingStats |                       |            |                      |                  |
| Classement général |                       |            |                      |                  |
| Coureur | Coureur               | Pays       | Équipe               | Temps            |
| 1er | Primož Roglič         | Slovénie   | Jumbo-Visma          | 18 h 42 min 41 s |
| 2e | Maximilian Schachmann | Allemagne  | Bora-Hansgrohe       | + 31 s           |
| 3e | Brandon McNulty       | États-Unis | UAE Team Emirates    | + 37 s           |
| 4e | Ion Izagirre          | Espagne    | Astana-Premier Tech  | + 40 s           |
| 5e | Aleksandr Vlasov      | Russie     | Astana-Premier Tech  | + 41 s           |
| 6e | Matteo Jorgenson      | États-Unis | Movistar Team        | + 58 s           |
| 7e | Tiesj Benoot          | Belgique   | Team DSM             | + 1 min 04 s     |
| 8e | Lucas Hamilton        | Australie  | BikeExchange         | + 1 min 08 s     |
| 9e | Luis León Sánchez     | Espagne    | Astana-Premier Tech  | + 1 min 11 s     |
| 10e | Pierre Latour         | France     | Total Direct Énergie | + 1 min 12 s     |

### 6eétape
La première partie de l'étape est légèrement vallonnée, avec notamment la côte des Tuillières (2,2 km à 7,8 %), classée en 2e catégorie et dont le sommet est situé au km 52, et la côte du Mont-Méaulx (1,5 km à 4,3 %), classée en 3e catégorie et dont le sommet est au km 67,5. Après le sommet de la côte de Cabris (7,6 km à 5,8 %), classée en 1re catégorie, au km 102.5, il n'y a pas de descente, mais quelques kilomètres de plat, le col du Ferrier (4,3 km à 6,8 %), une montée de 1re catégorie dont le sommet est placé au km 113, une petite dizaine de kilomètres de plat puis une longue descente, comprenant un bref passage en léger faux plat montant aux alentours du km 135. Après cette descente, les coureurs enchaînent une montée vers le premier sprint intermédiaire (km 145,5) et la côte de Gourdon (4 km à 3,7 %), classée en 3e catégorie. Une fois le sommet franchi (km 156,5), le parcours descend pendant une quinzaine de kilomètres, avant de grimper jusqu'au second sprint intermédiaire (km 185). Le final est ensuite légèrement bosselé. L'arrivée est jugée à Biot, après 202,5 km de course depuis Brignoles, à travers le Var et les Alpes-Maritimes.
Une échappée de six coureurs se forme après la côte des Tuillières, au tout début de l'étape. Ce groupe comprend Victor Campenaerts (Qhubeka ASSOS), Julien El Fares (Education First-Nippo), Alexey Lutsenko (Astana), Kenny Elissonde (Trek-Segafredo), Anthony Perez (Cofidis) et Jonathan Hivert (B&B Hotels). À la mi-course, le porteur du maillot blanc et troisième du classement général Brandon McNulty chute et doit abandonner. Le groupe de tête perd régulièrement des unités et le dernier à être repris est le Français Kenny Elissonde qui est rattrapé par l'Allemand Jonas Rutsch (Education First-Nippo) sorti du peloton à 14 km de l’arrivée. Le duo tente de résister au retour du peloton mais Elissonde est repris à 3 kilomètres du but et Rutsch en vue de la flamme rouge. À moins de cinq cents mètres, Guillaume Martin arrive à l'avant du peloton pour cette arrivée en côte, suivi par le maillot jaune Primož Roglič qui le remonte pour s'imposer devant Christophe Laporte et Michael Matthews.
| \| Classement de l'étape \| Classement de l'étape \| Classement de l'étape \| Classement de l'étape \| Classement de l'étape \| \| Coureur \| Coureur \| Pays \| Équipe \| Temps \| \| --------------------- \| ---------------------- \| --------------------- \| ---------------------- \| --------------------- \| \| 1er \| Primož Roglič \| Slovénie \| Jumbo-Visma \| 4 h 40 min 22 s \| \| 2e \| Christophe Laporte \| France \| Cofidis \| + 0 s \| \| 3e \| Michael Matthews \| Australie \| BikeExchange \| + 0 s \| \| 4e \| Dylan Teuns \| Belgique \| Bahrain Victorious \| + 0 s \| \| 5e \| Aurélien Paret-Peintre \| France \| AG2R Citroën Team \| + 0 s \| \| 6e \| Lucas Hamilton \| Australie \| BikeExchange \| + 0 s \| \| 7e \| Bryan Coquard \| France \| B&B Hotels p/b KTM \| + 0 s \| \| 8e \| Quentin Pacher \| France \| B&B Hotels p/b KTM \| + 0 s \| \| 9e \| Sergio Henao \| Colombie \| Qhubeka Assos \| + 0 s \| \| 10e \| Krists Neilands \| Lettonie \| Israel Start-Up Nation \| + 0 s \| |                        |           |                        |                 |
| |                        |           |                        |                 |
| Source : ProCyclingStats |                        |           |                        |                 |
| Classement de l'étape |                        |           |                        |                 |
| Coureur | Coureur                | Pays      | Équipe                 | Temps           |
| 1er | Primož Roglič          | Slovénie  | Jumbo-Visma            | 4 h 40 min 22 s |
| 2e | Christophe Laporte     | France    | Cofidis                | + 0 s           |
| 3e | Michael Matthews       | Australie | BikeExchange           | + 0 s           |
| 4e | Dylan Teuns            | Belgique  | Bahrain Victorious     | + 0 s           |
| 5e | Aurélien Paret-Peintre | France    | AG2R Citroën Team      | + 0 s           |
| 6e | Lucas Hamilton         | Australie | BikeExchange           | + 0 s           |
| 7e | Bryan Coquard          | France    | B&B Hotels p/b KTM     | + 0 s           |
| 8e | Quentin Pacher         | France    | B&B Hotels p/b KTM     | + 0 s           |
| 9e | Sergio Henao           | Colombie  | Qhubeka Assos          | + 0 s           |
| 10e | Krists Neilands        | Lettonie  | Israel Start-Up Nation | + 0 s           |

| \| Classement général \| Classement général \| Classement général \| Classement général \| Classement général \| \| Coureur \| Coureur \| Pays \| Équipe \| Temps \| \| ------------------ \| ---------------------- \| ------------------ \| -------------------- \| ------------------ \| \| 1er \| Primož Roglič \| Slovénie \| Jumbo-Visma \| 23 h 22 min 53 s \| \| 2e \| Maximilian Schachmann \| Allemagne \| Bora-Hansgrohe \| + 41 s \| \| 3e \| Ion Izagirre \| Espagne \| Astana-Premier Tech \| + 50 s \| \| 4e \| Aleksandr Vlasov \| Russie \| Astana-Premier Tech \| + 51 s \| \| 5e \| Matteo Jorgenson \| États-Unis \| Movistar Team \| + 1 min 08 s \| \| 6e \| Tiesj Benoot \| Belgique \| Team DSM \| + 1 min 14 s \| \| 7e \| Lucas Hamilton \| Australie \| BikeExchange \| + 1 min 16 s \| \| 8e \| Luis León Sánchez \| Espagne \| Astana-Premier Tech \| + 1 min 21 s \| \| 9e \| Pierre Latour \| France \| Total Direct Énergie \| + 1 min 21 s \| \| 10e \| Aurélien Paret-Peintre \| France \| AG2R Citroën Team \| + 1 min 23 s \| |                        |            |                      |                  |
| |                        |            |                      |                  |
| Source : ProCyclingStats |                        |            |                      |                  |
| Classement général |                        |            |                      |                  |
| Coureur | Coureur                | Pays       | Équipe               | Temps            |
| 1er | Primož Roglič          | Slovénie   | Jumbo-Visma          | 23 h 22 min 53 s |
| 2e | Maximilian Schachmann  | Allemagne  | Bora-Hansgrohe       | + 41 s           |
| 3e | Ion Izagirre           | Espagne    | Astana-Premier Tech  | + 50 s           |
| 4e | Aleksandr Vlasov       | Russie     | Astana-Premier Tech  | + 51 s           |
| 5e | Matteo Jorgenson       | États-Unis | Movistar Team        | + 1 min 08 s     |
| 6e | Tiesj Benoot           | Belgique   | Team DSM             | + 1 min 14 s     |
| 7e | Lucas Hamilton         | Australie  | BikeExchange         | + 1 min 16 s     |
| 8e | Luis León Sánchez      | Espagne    | Astana-Premier Tech  | + 1 min 21 s     |
| 9e | Pierre Latour          | France     | Total Direct Énergie | + 1 min 21 s     |
| 10e | Aurélien Paret-Peintre | France     | AG2R Citroën Team    | + 1 min 23 s     |

### 7eétape
Le départ de l’étape devait initialement se faire à Nice mais les mesures contre le coronavirus en place dans la cité niçoise et sur la bande côtière ont poussé les organisateurs à réduire l’étape. Le départ est déplacé au Broc et arrive au sommet de Valdebore La Colmiane (col de 1ère catégorie) après 119,2 km. Cette étape de montagne qui pourrait être décisive pour le classement général comprend aussi les cols de 2ème catégorie de Gilette après 6,7 km, de la Sigale après 34,4 km et de Saint-Antonin après 47 km. La montée finale vers Valdebore La Colmiane est un col de 16,3 km avec une pente moyenne de 6,3 %.
Un groupe de 13 coureurs part à l'attaque après la côte de Gilette, première difficulté de la journée. Ce groupe comprenant Thomas De Gendt (Lotto Soudal), Dylan Teuns et Gino Mäder (Bahrain Victorious), Laurens De Plus et Andrey Amador (Ineos Grenadiers), Mattia Cattaneo et Sam Bennett (Deceuninck-Quick Step), Julien Bernard et Kenny Elissonde (Trek-Segafredo), Neilson Powless (Education First-Nippo), Alexey Lutsenko (Astana-Premier Tech), Anthony Perez (Cofidis) et David de la Cruz (UAE Emirates) compte jusqu'à presque trois minutes d'avance sur le peloton qui commence à réagir dès la mi-course. Au fur et à mesure des kilomètres, la plupart des échappés sont repris, le premier étant Anthony Perez qui a pris le maximum de points au classement du meilleur grimpeur et s'assure ainsi la victoire finale pour ce classement. Dans la longue montée finale, les trois fuyards encore en tête ont pour noms Mäder, Powless et Elissonde. Ces deux derniers sont finalement avalés par le peloton des favoris. Seul à deux kilomètres du sommet, le Suisse Gino Mäder fait de la résistance. Dans les derniers hectomètres, le peloton des favoris réduit à une douzaine d'unités voit le maillot jaune Primož Roglič placer deux accélérations successives pour rattraper et dépasser l'infortuné Gino Mäder quelques mètres avant la ligne d'arrivée au sommet de Valdebore La Colmiane.
| \| Classement de l'étape \| Classement de l'étape \| Classement de l'étape \| Classement de l'étape \| Classement de l'étape \| \| Coureur \| Coureur \| Pays \| Équipe \| Temps \| \| --------------------- \| --------------------- \| --------------------- \| --------------------- \| --------------------- \| \| 1er \| Primož Roglič \| Slovénie \| Jumbo-Visma \| 3 h 09 min 18 s \| \| 2e \| Gino Mäder \| Suisse \| Bahrain Victorious \| + 2 s \| \| 3e \| Maximilian Schachmann \| Allemagne \| Bora-Hansgrohe \| + 5 s \| \| 4e \| Lucas Hamilton \| Australie \| BikeExchange \| + 8 s \| \| 5e \| Aleksandr Vlasov \| Russie \| Astana-Premier Tech \| + 10 s \| \| 6e \| Tiesj Benoot \| Belgique \| Team DSM \| + 10 s \| \| 7e \| Guillaume Martin \| France \| Cofidis \| + 15 s \| \| 8e \| Ion Izagirre \| Espagne \| Astana-Premier Tech \| + 15 s \| \| 9e \| Harm Vanhoucke \| Belgique \| Lotto-Soudal \| + 22 s \| \| 10e \| Jai Hindley \| Australie \| Team DSM \| + 27 s \| |                       |           |                     |                 |
| |                       |           |                     |                 |
| Source : ProCyclingStats |                       |           |                     |                 |
| Classement de l'étape |                       |           |                     |                 |
| Coureur | Coureur               | Pays      | Équipe              | Temps           |
| 1er | Primož Roglič         | Slovénie  | Jumbo-Visma         | 3 h 09 min 18 s |
| 2e | Gino Mäder            | Suisse    | Bahrain Victorious  | + 2 s           |
| 3e | Maximilian Schachmann | Allemagne | Bora-Hansgrohe      | + 5 s           |
| 4e | Lucas Hamilton        | Australie | BikeExchange        | + 8 s           |
| 5e | Aleksandr Vlasov      | Russie    | Astana-Premier Tech | + 10 s          |
| 6e | Tiesj Benoot          | Belgique  | Team DSM            | + 10 s          |
| 7e | Guillaume Martin      | France    | Cofidis             | + 15 s          |
| 8e | Ion Izagirre          | Espagne   | Astana-Premier Tech | + 15 s          |
| 9e | Harm Vanhoucke        | Belgique  | Lotto-Soudal        | + 22 s          |
| 10e | Jai Hindley           | Australie | Team DSM            | + 27 s          |

| \| Classement général \| Classement général \| Classement général \| Classement général \| Classement général \| \| Coureur \| Coureur \| Pays \| Équipe \| Temps \| \| ------------------ \| --------------------- \| ------------------ \| ------------------- \| ------------------ \| \| 1er \| Primož Roglič \| Slovénie \| Jumbo-Visma \| 26 h 32 min 01 s \| \| 2e \| Maximilian Schachmann \| Allemagne \| Bora-Hansgrohe \| + 52 s \| \| 3e \| Aleksandr Vlasov \| Russie \| Astana-Premier Tech \| + 1 min 11 s \| \| 4e \| Ion Izagirre \| Espagne \| Astana-Premier Tech \| + 1 min 15 s \| \| 5e \| Tiesj Benoot \| Belgique \| Team DSM \| + 1 min 34 s \| \| 6e \| Lucas Hamilton \| Australie \| BikeExchange \| + 1 min 34 s \| \| 7e \| Guillaume Martin \| France \| Cofidis \| + 2 min 06 s \| \| 8e \| Steven Kruijswijk \| Pays-Bas \| Jumbo-Visma \| + 2 min 07 s \| \| 9e \| Jack Haig \| Australie \| Bahrain Victorious \| + 2 min 10 s \| \| 10e \| Matteo Jorgenson \| États-Unis \| Movistar Team \| + 2 min 21 s \| |                       |            |                     |                  |
| |                       |            |                     |                  |
| Source : ProCyclingStats |                       |            |                     |                  |
| Classement général |                       |            |                     |                  |
| Coureur | Coureur               | Pays       | Équipe              | Temps            |
| 1er | Primož Roglič         | Slovénie   | Jumbo-Visma         | 26 h 32 min 01 s |
| 2e | Maximilian Schachmann | Allemagne  | Bora-Hansgrohe      | + 52 s           |
| 3e | Aleksandr Vlasov      | Russie     | Astana-Premier Tech | + 1 min 11 s     |
| 4e | Ion Izagirre          | Espagne    | Astana-Premier Tech | + 1 min 15 s     |
| 5e | Tiesj Benoot          | Belgique   | Team DSM            | + 1 min 34 s     |
| 6e | Lucas Hamilton        | Australie  | BikeExchange        | + 1 min 34 s     |
| 7e | Guillaume Martin      | France     | Cofidis             | + 2 min 06 s     |
| 8e | Steven Kruijswijk     | Pays-Bas   | Jumbo-Visma         | + 2 min 07 s     |
| 9e | Jack Haig             | Australie  | Bahrain Victorious  | + 2 min 10 s     |
| 10e | Matteo Jorgenson      | États-Unis | Movistar Team       | + 2 min 21 s     |

### 8eétape
Le tracé initial de cette ultime étape a été complètement modifié à la suite des mesures prises contre la pandémie de Covid-19 par les autorités plus particulièrement à Nice et sur la bande côtière. La 8e étape consiste en un circuit local à accomplir trois fois pour un total de 92,7 km. Le départ a lieu au Plan-du-Var pour arriver à Levens. La seule difficulté de la course est la côte de Duranus, longue de 3,9 km pour une pente moyenne de 3,7 % et reprise en deuxième catégorie. Cette côte doit donc être franchie trois fois avec un dernier sommet situé à 8,4 km de l'arrivée. Il s'agit d'une courte étape très vallonnée et sinueuse avec peu de portions planes.
Cette courte étape s'est pourtant assimilée à un long chemin de croix pour le maillot jaune Primož Roglič. À une soixantaine de kilomètres de l'arrivée, il chute mais est ramené dans le peloton grâce à l'aide de ses coéquipiers de Jumbo. Par contre, une seconde chute et un problème mécanique à 25 et 23 km du but l'immobilisent un certain temps. Ne pouvant plus compter sur aucun équipier, il ne parvient pas à réintégrer le peloton emmené par son dauphin au classement général Maximilian Schachmann. Son écart avec le peloton ne cesse de croître et il perd son maillot jaune, concédant plus de trois minutes à l'arrivée.
Après plusieurs tentatives d'échappées plus ou moins abouties mais chaque fois annihilées, un groupe d'une vingtaine de coureurs se présente à l'arrivée à Levens. Le Danois Magnus Cort Nielsen (Education First-Nippo) s'impose devant les Français Christophe Laporte (Cofidis) et Pierre Latour (Total Direct Energie).
| \| Classement de l'étape \| Classement de l'étape \| Classement de l'étape \| Classement de l'étape \| Classement de l'étape \| \| Coureur \| Coureur \| Pays \| Équipe \| Temps \| \| --------------------- \| --------------------- \| --------------------- \| --------------------- \| --------------------- \| \| 1er \| Magnus Cort Nielsen \| Danemark \| EF Education-Nippo \| 2 h 16 min 58 s \| \| 2e \| Christophe Laporte \| France \| Cofidis \| + 0 s \| \| 3e \| Pierre Latour \| France \| Total Direct Énergie \| + 0 s \| \| 4e \| Dylan Teuns \| Belgique \| Bahrain Victorious \| + 0 s \| \| 5e \| Warren Barguil \| France \| Arkéa-Samsic \| + 0 s \| \| 6e \| Dylan van Baarle \| Pays-Bas \| Ineos Grenadiers \| + 0 s \| \| 7e \| Ion Izagirre \| Espagne \| Astana-Premier Tech \| + 0 s \| \| 8e \| Matteo Jorgenson \| États-Unis \| Movistar Team \| + 0 s \| \| 9e \| Yves Lampaert \| Belgique \| Deceuninck-Quick Step \| + 0 s \| \| 10e \| Maximilian Schachmann \| Allemagne \| Bora-Hansgrohe \| + 0 s \| |                       |            |                       |                 |
| |                       |            |                       |                 |
| Source : ProCyclingStats |                       |            |                       |                 |
| Classement de l'étape |                       |            |                       |                 |
| Coureur | Coureur               | Pays       | Équipe                | Temps           |
| 1er | Magnus Cort Nielsen   | Danemark   | EF Education-Nippo    | 2 h 16 min 58 s |
| 2e | Christophe Laporte    | France     | Cofidis               | + 0 s           |
| 3e | Pierre Latour         | France     | Total Direct Énergie  | + 0 s           |
| 4e | Dylan Teuns           | Belgique   | Bahrain Victorious    | + 0 s           |
| 5e | Warren Barguil        | France     | Arkéa-Samsic          | + 0 s           |
| 6e | Dylan van Baarle      | Pays-Bas   | Ineos Grenadiers      | + 0 s           |
| 7e | Ion Izagirre          | Espagne    | Astana-Premier Tech   | + 0 s           |
| 8e | Matteo Jorgenson      | États-Unis | Movistar Team         | + 0 s           |
| 9e | Yves Lampaert         | Belgique   | Deceuninck-Quick Step | + 0 s           |
| 10e | Maximilian Schachmann | Allemagne  | Bora-Hansgrohe        | + 0 s           |

## Classements finals

### Classement général
| \| Classement général \| Classement général \| Classement général \| Classement général \| Classement général \| \| Coureur \| Coureur \| Pays \| Équipe \| Temps \| \| ------------------ \| ---------------------- \| ------------------ \| ------------------- \| ------------------ \| \| 1er \| Maximilian Schachmann \| Allemagne \| Bora-Hansgrohe \| 28 h 49 min 51 s \| \| 2e \| Aleksandr Vlasov \| Russie \| Astana-Premier Tech \| + 19 s \| \| 3e \| Ion Izagirre \| Espagne \| Astana-Premier Tech \| + 23 s \| \| 4e \| Lucas Hamilton \| Australie \| BikeExchange \| + 41 s \| \| 5e \| Tiesj Benoot \| Belgique \| Team DSM \| + 42 s \| \| 6e \| Guillaume Martin \| France \| Cofidis \| + 1 min 14 s \| \| 7e \| Jack Haig \| Australie \| Bahrain Victorious \| + 1 min 18 s \| \| 8e \| Matteo Jorgenson \| États-Unis \| Movistar Team \| + 1 min 29 s \| \| 9e \| Aurélien Paret-Peintre \| France \| AG2R Citroën Team \| + 1 min 31 s \| \| 10e \| Gino Mäder \| Suisse \| Bahrain Victorious \| + 1 min 32 s \| |                        |            |                     |                  |
| |                        |            |                     |                  |
| Source : ProCyclingStats |                        |            |                     |                  |
| Classement général |                        |            |                     |                  |
| Coureur | Coureur                | Pays       | Équipe              | Temps            |
| 1er | Maximilian Schachmann  | Allemagne  | Bora-Hansgrohe      | 28 h 49 min 51 s |
| 2e | Aleksandr Vlasov       | Russie     | Astana-Premier Tech | + 19 s           |
| 3e | Ion Izagirre           | Espagne    | Astana-Premier Tech | + 23 s           |
| 4e | Lucas Hamilton         | Australie  | BikeExchange        | + 41 s           |
| 5e | Tiesj Benoot           | Belgique   | Team DSM            | + 42 s           |
| 6e | Guillaume Martin       | France     | Cofidis             | + 1 min 14 s     |
| 7e | Jack Haig              | Australie  | Bahrain Victorious  | + 1 min 18 s     |
| 8e | Matteo Jorgenson       | États-Unis | Movistar Team       | + 1 min 29 s     |
| 9e | Aurélien Paret-Peintre | France     | AG2R Citroën Team   | + 1 min 31 s     |
| 10e | Gino Mäder             | Suisse     | Bahrain Victorious  | + 1 min 32 s     |

| Classement par points | Classement par points | Classement par points | Classement par points | Classement par points |
| Coureur               | Coureur               | Pays                  | Équipe                | Points                |
| --------------------- | --------------------- | --------------------- | --------------------- | --------------------- |
| 1er                   | Primož Roglič         | Slovénie              | Jumbo-Visma           | 57 pts                |
| 2e                    | Sam Bennett           | Irlande               | Deceuninck-Quick Step | 39 pts                |
| 3e                    | Christophe Laporte    | France                | Cofidis               | 34 pts                |
| 4e                    | Michael Matthews      | Australie             | BikeExchange          | 28 pts                |
| 5e                    | Maximilian Schachmann | Allemagne             | Bora-Hansgrohe        | 26 pts                |
| 6e                    | Lucas Hamilton        | Australie             | BikeExchange          | 21 pts                |
| 7e                    | Bryan Coquard         | France                | B&B Hotels p/b KTM    | 21 pts                |
| 8e                    | Mads Pedersen         | Danemark              | Trek-Segafredo        | 21 pts                |
| 9e                    | Magnus Cort Nielsen   | Danemark              | EF Education-Nippo    | 15 pts                |
| 10e                   | Stefan Bissegger      | Suisse                | EF Education-Nippo    | 15 pts                |

| Classement par points | Classement par points | Classement par points | Classement par points | Classement par points |
| Coureur               | Coureur               | Pays                  | Équipe                | Points                |
| --------------------- | --------------------- | --------------------- | --------------------- | --------------------- |
| 1er                   | Primož Roglič         | Slovénie              | Jumbo-Visma           | 57 pts                |
| 2e                    | Sam Bennett           | Irlande               | Deceuninck-Quick Step | 39 pts                |
| 3e                    | Christophe Laporte    | France                | Cofidis               | 34 pts                |
| 4e                    | Michael Matthews      | Australie             | BikeExchange          | 28 pts                |
| 5e                    | Maximilian Schachmann | Allemagne             | Bora-Hansgrohe        | 26 pts                |
| 6e                    | Lucas Hamilton        | Australie             | BikeExchange          | 21 pts                |
| 7e                    | Bryan Coquard         | France                | B&B Hotels p/b KTM    | 21 pts                |
| 8e                    | Mads Pedersen         | Danemark              | Trek-Segafredo        | 21 pts                |
| 9e                    | Magnus Cort Nielsen   | Danemark              | EF Education-Nippo    | 15 pts                |
| 10e                   | Stefan Bissegger      | Suisse                | EF Education-Nippo    | 15 pts                |

| Classement de la montagne | Classement de la montagne | Classement de la montagne | Classement de la montagne | Classement de la montagne |
| Coureur                   | Coureur                   | Pays                      | Équipe                    | Points                    |
| ------------------------- | ------------------------- | ------------------------- | ------------------------- | ------------------------- |
| 1er                       | Anthony Perez             | France                    | Cofidis                   | 67 pts                    |
| 2e                        | Julien Bernard            | France                    | Trek-Segafredo            | 26 pts                    |
| 3e                        | Primož Roglič             | Slovénie                  | Jumbo-Visma               | 20 pts                    |
| 4e                        | Fabien Doubey             | France                    | Total Direct Énergie      | 20 pts                    |
| 5e                        | Kenny Elissonde           | France                    | Trek-Segafredo            | 15 pts                    |
| 6e                        | Maximilian Schachmann     | Allemagne                 | Bora-Hansgrohe            | 14 pts                    |
| 7e                        | Oliver Naesen             | Belgique                  | AG2R Citroën Team         | 7 pts                     |
| 8e                        | Victor Campenaerts        | Belgique                  | Qhubeka Assos             | 6 pts                     |
| 9e                        | Dylan van Baarle          | Pays-Bas                  | Ineos Grenadiers          | 5 pts                     |
| 10e                       | Warren Barguil            | France                    | Arkéa-Samsic              | 5 pts                     |

| Classement de la montagne | Classement de la montagne | Classement de la montagne | Classement de la montagne | Classement de la montagne |
| Coureur                   | Coureur                   | Pays                      | Équipe                    | Points                    |
| ------------------------- | ------------------------- | ------------------------- | ------------------------- | ------------------------- |
| 1er                       | Anthony Perez             | France                    | Cofidis                   | 67 pts                    |
| 2e                        | Julien Bernard            | France                    | Trek-Segafredo            | 26 pts                    |
| 3e                        | Primož Roglič             | Slovénie                  | Jumbo-Visma               | 20 pts                    |
| 4e                        | Fabien Doubey             | France                    | Total Direct Énergie      | 20 pts                    |
| 5e                        | Kenny Elissonde           | France                    | Trek-Segafredo            | 15 pts                    |
| 6e                        | Maximilian Schachmann     | Allemagne                 | Bora-Hansgrohe            | 14 pts                    |
| 7e                        | Oliver Naesen             | Belgique                  | AG2R Citroën Team         | 7 pts                     |
| 8e                        | Victor Campenaerts        | Belgique                  | Qhubeka Assos             | 6 pts                     |
| 9e                        | Dylan van Baarle          | Pays-Bas                  | Ineos Grenadiers          | 5 pts                     |
| 10e                       | Warren Barguil            | France                    | Arkéa-Samsic              | 5 pts                     |

| Classement du meilleur jeune | Classement du meilleur jeune | Classement du meilleur jeune | Classement du meilleur jeune | Classement du meilleur jeune |
| Coureur                      | Coureur                      | Pays                         | Équipe                       | Temps                        |
| ---------------------------- | ---------------------------- | ---------------------------- | ---------------------------- | ---------------------------- |
| 1er                          | Aleksandr Vlasov             | Russie                       | Astana-Premier Tech          | 28 h 50 min 10 s             |
| 2e                           | Lucas Hamilton               | Australie                    | BikeExchange                 | + 22 s                       |
| 3e                           | Matteo Jorgenson             | États-Unis                   | Movistar Team                | + 1 min 10 s                 |
| 4e                           | Aurélien Paret-Peintre       | France                       | AG2R Citroën Team            | + 1 min 12 s                 |
| 5e                           | Gino Mäder                   | Suisse                       | Bahrain Victorious           | + 1 min 13 s                 |
| 6e                           | Harm Vanhoucke               | Belgique                     | Lotto-Soudal                 | + 1 min 22 s                 |
| 7e                           | Jai Hindley                  | Australie                    | Team DSM                     | + 2 min 17 s                 |
| 8e                           | Neilson Powless              | États-Unis                   | EF Education-Nippo           | + 5 min 18 s                 |
| 9e                           | Dorian Godon                 | France                       | AG2R Citroën Team            | + 20 min 38 s                |
| 10e                          | Matteo Sobrero               | Italie                       | Astana-Premier Tech          | + 23 min 56 s                |

| Classement du meilleur jeune | Classement du meilleur jeune | Classement du meilleur jeune | Classement du meilleur jeune | Classement du meilleur jeune |
| Coureur                      | Coureur                      | Pays                         | Équipe                       | Temps                        |
| ---------------------------- | ---------------------------- | ---------------------------- | ---------------------------- | ---------------------------- |
| 1er                          | Aleksandr Vlasov             | Russie                       | Astana-Premier Tech          | 28 h 50 min 10 s             |
| 2e                           | Lucas Hamilton               | Australie                    | BikeExchange                 | + 22 s                       |
| 3e                           | Matteo Jorgenson             | États-Unis                   | Movistar Team                | + 1 min 10 s                 |
| 4e                           | Aurélien Paret-Peintre       | France                       | AG2R Citroën Team            | + 1 min 12 s                 |
| 5e                           | Gino Mäder                   | Suisse                       | Bahrain Victorious           | + 1 min 13 s                 |
| 6e                           | Harm Vanhoucke               | Belgique                     | Lotto-Soudal                 | + 1 min 22 s                 |
| 7e                           | Jai Hindley                  | Australie                    | Team DSM                     | + 2 min 17 s                 |
| 8e                           | Neilson Powless              | États-Unis                   | EF Education-Nippo           | + 5 min 18 s                 |
| 9e                           | Dorian Godon                 | France                       | AG2R Citroën Team            | + 20 min 38 s                |
| 10e                          | Matteo Sobrero               | Italie                       | Astana-Premier Tech          | + 23 min 56 s                |

| Classement par équipes | Classement par équipes | Classement par équipes | Classement par équipes |
| Équipe                 | Équipe                 | Pays                   | Temps                  |
| ---------------------- | ---------------------- | ---------------------- | ---------------------- |
| 1re                    | Astana-Premier Tech    | Kazakhstan             | 86 h 32 min 39 s       |
| 2e                     | Bahrain Victorious     | Bahreïn                | + 3 min 02 s           |
| 3e                     | AG2R Citroën Team      | France                 | + 7 min 12 s           |
| 4e                     | Cofidis                | France                 | + 21 min 37 s          |
| 5e                     | Jumbo-Visma            | Pays-Bas               | + 23 min 54 s          |
| 6e                     | Movistar Team          | Espagne                | + 26 min 12 s          |
| 7e                     | Qhubeka Assos          | Afrique du Sud         | + 29 min 53 s          |
| 8e                     | Trek-Segafredo         | États-Unis             | + 41 min 37 s          |
| 9e                     | Team DSM               | Allemagne              | + 42 min 15 s          |
| 10e                    | Ineos Grenadiers       | Royaume-Uni            | + 42 min 38 s          |

| Classement par équipes | Classement par équipes | Classement par équipes | Classement par équipes |
| Équipe                 | Équipe                 | Pays                   | Temps                  |
| ---------------------- | ---------------------- | ---------------------- | ---------------------- |
| 1re                    | Astana-Premier Tech    | Kazakhstan             | 86 h 32 min 39 s       |
| 2e                     | Bahrain Victorious     | Bahreïn                | + 3 min 02 s           |
| 3e                     | AG2R Citroën Team      | France                 | + 7 min 12 s           |
| 4e                     | Cofidis                | France                 | + 21 min 37 s          |
| 5e                     | Jumbo-Visma            | Pays-Bas               | + 23 min 54 s          |
| 6e                     | Movistar Team          | Espagne                | + 26 min 12 s          |
| 7e                     | Qhubeka Assos          | Afrique du Sud         | + 29 min 53 s          |
| 8e                     | Trek-Segafredo         | États-Unis             | + 41 min 37 s          |
| 9e                     | Team DSM               | Allemagne              | + 42 min 15 s          |
| 10e                    | Ineos Grenadiers       | Royaume-Uni            | + 42 min 38 s          |

## Classements UCI
La course attribue des points au Classement mondial UCI 2021 selon le barème suivant.
| Position           | 1er | 2e  | 3e  | 4e  | 5e  | 6e  | 7e  | 8e  | 9e  | 10e | 11e | 12e | 13e | 14e | 15e | 16e à 20e | 21e à 30e | 31e à 50e | 51e à 55e | 56e à 60e |
| Classement général | 500 | 400 | 325 | 275 | 225 | 175 | 150 | 125 | 100 | 80  | 70  | 60  | 50  | 40  | 35  | 30        | 20        | 10        | 5         | 3         |
| Par étapes         | 60  | 25  | 10  |     |     |     |     |     |     |     |     |     |     |     |     |           |           |           |           |           |
| Leader             | 10  |     |     |     |     |     |     |     |     |     |     |     |     |     |     |           |           |           |           |           |

## Évolution des classements
Le classement général, dont le leader porte le maillot jaune, s'établit en additionnant les temps réalisés à chaque étape, puis en ôtant d'éventuelles bonifications (10, 6 et 4 s à l'arrivée des étapes en ligne et 3, 2 et 1 s à chaque sprint intermédiaire). En cas d'égalité, les critères de départage, dans l'ordre, sont : centièmes de seconde enregistrés lors du contre-la-montre, addition des places obtenues lors de chaque étape, place obtenue lors de la dernière étape.
Le classement par points, dont le leader porte le maillot vert, est l'addition des points attribués à l'arrivée des étapes (15, 12, 9 et 7 points, puis en ôtant 1 pt par place perdue jusqu'au 10e, qui reçoit donc 1 pt) et aux sprints intermédiaires (3, 2 et 1 points). En cas d'égalité de points, les critères de départage, dans l'ordre, sont : nombre de victoires d'étape, de sprints intermédiaires, classement général.
Le classement du meilleur grimpeur, dont le leader porte le maillot à pois, consiste en l'addition des points obtenus au sommet des ascensions de 1re (10, 5, 3, 2 et 1 pts), 2e (5, 3, 2 et 1 pts) et 3e (3, 2 et 1 pts) catégorie. En cas d'égalité de points, les critères de départage, dans l'ordre, sont : nombre de premières places dans les ascensions de 1re, puis de 2e, enfin de 3e catégorie, classement général.
Le classement du meilleur jeune, dont le leader porte le maillot blanc, est le classement général des coureurs nés depuis le 1er janvier 1996.
Le classement par équipes de l'étape est l'addition des trois meilleurs temps individuels de chaque équipe. En cas d'égalité, les critères de départage, dans l'ordre, sont : addition des places des trois premiers coureurs des équipes concernées, place du meilleur coureur sur l'étape. Calculer le classement par équipes revient à additionner les classements par équipes de chaque étape. En cas d'égalité, les critères de départage, dans l'ordre, sont : nombre de premières places dans le classement par équipes du jour, nombre de deuxièmes places dans le classement par équipes du jour, etc., place au classement général du meilleur coureur des équipes concernées.
Un prix de la combativité est attribué à chaque étape en ligne par un jury, pour récompenser « le coureur le plus généreux dans l’effort et manifestant le meilleur esprit sportif ».
| Étape              | Vainqueur           | Classement général    | Classement par points | Classement de la montagne | Classement du meilleur jeune | Classement par équipes | Prix de la Combativité |
| ------------------ | ------------------- | --------------------- | --------------------- | ------------------------- | ---------------------------- | ---------------------- | ---------------------- |
| 1                  | Sam Bennett         | Sam Bennett           | Sam Bennett           | Fabien Doubey             | Jasper Philipsen             | Israel Start-Up Nation | Fabien Doubey          |
| 2                  | Cees Bol            | Michael Matthews      | Sam Bennett           | Fabien Doubey             | Florian Vermeersch           | Israel Start-Up Nation | Michael Matthews       |
| 3                  | Stefan Bissegger    | Stefan Bissegger      | Sam Bennett           | Fabien Doubey             | Stefan Bissegger             | Deceuninck-Quick Step  | Non décerné            |
| 4                  | Primož Roglič       | Primož Roglič         | Primož Roglič         | Anthony Perez             | Brandon McNulty              | Astana-Premier Tech    | Julien Bernard         |
| 5                  | Sam Bennett         | Primož Roglič         | Sam Bennett           | Anthony Perez             | Brandon McNulty              | Astana-Premier Tech    | Oliver Naesen          |
| 6                  | Primož Roglič       | Primož Roglič         | Primož Roglič         | Anthony Perez             | Aleksandr Vlasov             | Astana-Premier Tech    | Kenny Elissonde        |
| 7                  | Primož Roglič       | Primož Roglič         | Primož Roglič         | Anthony Perez             | Aleksandr Vlasov             | Astana-Premier Tech    | Gino Mäder             |
| 8                  | Magnus Cort Nielsen | Maximilian Schachmann | Primož Roglič         | Anthony Perez             | Aleksandr Vlasov             | Astana-Premier Tech    | Warren Barguil         |
| Classements finals | Classements finals  | Maximilian Schachmann | Primož Roglič         | Anthony Perez             | Aleksandr Vlasov             | Astana-Premier Tech    | Non décerné            |

## Liste des participants
- Liste de départ complète

| Légende                             | Légende                                                                                         | Légende                         | Légende                                                                                                  |
| ----------------------------------- | ----------------------------------------------------------------------------------------------- | ------------------------------- | --- |
| Num                                 | Dossard de départ porté par le coureur sur ce Paris-Nice                                        | Pos                             | Position finale au classement général                                                                    |
| Leader du classement général        | Indique le vainqueur du classement général                                                      | Leader du classement par points | Indique le vainqueur du classement par points                                                            |
| Leader du classement de la montagne | Indique le vainqueur du classement de la montagne                                               |                                 | Indique un maillot de champion national ou mondial, suivi de sa spécialité                               |
| #                                   | Indique la meilleure équipe                                                                     | NP                              | Indique un coureur qui n'a pas pris le départ d'une étape, suivi du numéro de l'étape où il s'est retiré |
| AB                                  | Indique un coureur qui n'a pas terminé une étape, suivi du numéro de l'étape où il s'est retiré | HD                              | Indique un coureur qui a terminé une étape hors des délais, suivi du numéro de l'étape                   |
| DSQ                                 | Indique un coureur qui a été disqualifié de la course, suivi du numéro de l'étape               |                                 | |

| Bora-Hansgrohe BOH | Bora-Hansgrohe BOH          | Bora-Hansgrohe BOH |
| ------------------ | --------------------------- | ------------------ |
| Num                | Coureur                     | Pos                |
| 1                  | Maximilian Schachmann (GER) | 1er                |
| 2                  | Pascal Ackermann (GER)      | AB-8               |
| 3                  | Cesare Benedetti (ITA)      | 123e               |
| 4                  | Felix Großschartner (AUT)   | 73e                |
| 5                  | Jordi Meeus (BEL)           | 121e               |
| 6                  | Nils Politt (GER)           | 54e                |
| 7                  | Michael Schwarzmann (GER)   | 119e               |

| Team DSM DSM | Team DSM DSM               | Team DSM DSM |
| ------------ | -------------------------- | ------------ |
| Num          | Coureur                    | Pos          |
| 11           | Tiesj Benoot (BEL)         | 5e           |
| 12           | Cees Bol (NED)             | 120e         |
| 13           | Nils Eekhoff (NED)         | 99e          |
| 14           | Jai Hindley (AUS)          | 18e          |
| 15           | Søren Kragh Andersen (DEN) | NP-4         |
| 16           | Casper Pedersen (DEN)      | 92e          |
| 17           | Jasha Sütterlin (GER)      | 124e         |

| EF Education-Nippo EFN | EF Education-Nippo EFN    | EF Education-Nippo EFN |
| ---------------------- | ------------------------- | ---------------------- |
| Num                    | Coureur                   | Pos                    |
| 21                     | Magnus Cort Nielsen (DEN) | 57e                    |
| 22                     | Daniel Arroyave (COL)     | AB-6                   |
| 23                     | Stefan Bissegger (SUI)    | 77e                    |
| 24                     | Julien El Fares (FRA)     | 35e                    |
| 25                     | Jens Keukeleire (BEL)     | AB-4                   |
| 26                     | Neilson Powless (USA)     | 25e                    |
| 27                     | Jonas Rutsch (GER)        | 111e                   |

| Jumbo-Visma TJV | Jumbo-Visma TJV              | Jumbo-Visma TJV |
| --------------- | ---------------------------- | --------------- |
| Num             | Coureur                      | Pos             |
| 31              | Primož Roglič (SLO) (route)  | 15e             |
| 32              | George Bennett (NZL) (route) | 30e             |
| 33              | Lennard Hofstede (NED)       | AB-8            |
| 34              | Steven Kruijswijk (NED)      | 29e             |
| 35              | Tony Martin (GER) (chrono)   | AB-5            |
| 36              | Sam Oomen (NED)              | 41e             |
| 37              | Jos van Emden (NED)          | AB-8            |

| Ineos Grenadiers IGD | Ineos Grenadiers IGD     | Ineos Grenadiers IGD |
| -------------------- | ------------------------ | -------------------- |
| Num                  | Coureur                  | Pos                  |
| 41                   | Richie Porte (AUS)       | AB-1                 |
| 42                   | Andrey Amador (CRC)      | 94e                  |
| 43                   | Laurens De Plus (BEL)    | 46e                  |
| 44                   | Rohan Dennis (AUS)       | 45e                  |
| 45                   | Tao Geoghegan Hart (GBR) | AB-4                 |
| 46                   | Ben Swift (GBR)          | 49e                  |
| 47                   | Dylan van Baarle (NED)   | 13e                  |

| Qhubeka Assos TQA | Qhubeka Assos TQA             | Qhubeka Assos TQA |
| ----------------- | ----------------------------- | ----------------- |
| Num               | Coureur                       | Pos               |
| 51                | Sergio Henao (COL)            | 19e               |
| 52                | Sander Armée (BEL)            | 75e               |
| 53                | Fabio Aru (ITA)               | 26e               |
| 54                | Victor Campenaerts (BEL)      | 88e               |
| 55                | Giacomo Nizzolo (ITA) (route) | NP-8              |
| 56                | Matteo Pelucchi (ITA)         | AB-4              |
| 57                | Max Walscheid (GER)           | NP-7              |

| Astana-Premier Tech APT | Astana-Premier Tech APT                 | Astana-Premier Tech APT |
| ----------------------- | --------------------------------------- | ----------------------- |
| Num                     | Coureur                                 | Pos                     |
| 61                      | Aleksandr Vlasov (RUS)                  | 2e                      |
| 62                      | Samuele Battistella (ITA)               | NP-4                    |
| 63                      | Omar Fraile (ESP)                       | 50e                     |
| 64                      | Ion Izagirre (ESP)                      | 3e                      |
| 65                      | Alexey Lutsenko (KAZ) (route et chrono) | AB-8                    |
| 66                      | Luis León Sánchez (ESP) (route)         | 17e                     |
| 67                      | Matteo Sobrero (ITA)                    | 42e                     |

| Trek-Segafredo TFS | Trek-Segafredo TFS    | Trek-Segafredo TFS |
| ------------------ | --------------------- | ------------------ |
| Num                | Coureur               | Pos                |
| 71                 | Mads Pedersen (DEN)   | 118e               |
| 72                 | Julien Bernard (FRA)  | 28e                |
| 73                 | Kenny Elissonde (FRA) | 36e                |
| 74                 | Alex Kirsch (LUX)     | 104e               |
| 75                 | Jacopo Mosca (ITA)    | 58e                |
| 76                 | Jasper Stuyven (BEL)  | 59e                |
| 77                 | Edward Theuns (BEL)   | 71e                |

| Groupama-FDJ GFC | Groupama-FDJ GFC            | Groupama-FDJ GFC |
| ---------------- | --------------------------- | ---------------- |
| Num              | Coureur                     | Pos              |
| 81               | David Gaudu (FRA)           | AB-8             |
| 82               | Bruno Armirail (FRA)        | 74e              |
| 83               | Arnaud Démare (FRA) (route) | 106e             |
| 84               | Jacopo Guarnieri (ITA)      | 116e             |
| 85               | Ignatas Konovalovas (LTU)   | 102e             |
| 86               | Miles Scotson (AUS)         | AB-6             |
| 87               | Ramon Sinkeldam (NED)       | 125e             |

| Lotto-Soudal LTS | Lotto-Soudal LTS         | Lotto-Soudal LTS |
| ---------------- | ------------------------ | ---------------- |
| Num              | Coureur                  | Pos              |
| 91               | Philippe Gilbert (BEL)   | 60e              |
| 92               | Thomas De Gendt (BEL)    | 66e              |
| 93               | John Degenkolb (GER)     | 93e              |
| 94               | Kobe Goossens (BEL)      | AB-4             |
| 95               | Stefano Oldani (ITA)     | 61e              |
| 96               | Harm Vanhoucke (BEL)     | 11e              |
| 97               | Florian Vermeersch (BEL) | 100e             |

| Arkéa-Samsic ARK | Arkéa-Samsic ARK        | Arkéa-Samsic ARK |
| ---------------- | ----------------------- | ---------------- |
| Num              | Coureur                 | Pos              |
| 101              | Warren Barguil (FRA)    | 14e              |
| 102              | Maxime Bouet (FRA)      | NP-6             |
| 103              | Nacer Bouhanni (FRA)    | 90e              |
| 104              | Anthony Delaplace (FRA) | NP-6             |
| 105              | Daniel McLay (GBR)      | 114e             |
| 106              | Clément Russo (FRA)     | 78e              |
| 107              | Connor Swift (GBR)      | 56e              |

| Deceuninck-Quick Step DQT | Deceuninck-Quick Step DQT   | Deceuninck-Quick Step DQT |
| ------------------------- | --------------------------- | ------------------------- |
| Num                       | Coureur                     | Pos                       |
| 111                       | Sam Bennett (IRL)           | 79e                       |
| 112                       | Mattia Cattaneo (ITA)       | 32e                       |
| 113                       | Rémi Cavagna (FRA) (chrono) | 83e                       |
| 114                       | Tim Declercq (BEL)          | 64e                       |
| 115                       | Yves Lampaert (BEL)         | 48e                       |
| 116                       | Michael Mørkøv (DEN)        | 98e                       |
| 117                       | Florian Sénéchal (FRA)      | 53e                       |

| Cofidis COF | Cofidis COF               | Cofidis COF |
| ----------- | ------------------------- | ----------- |
| Num         | Coureur                   | Pos         |
| 121         | Guillaume Martin (FRA)    | 6e          |
| 122         | Piet Allegaert (BEL)      | 86e         |
| 123         | Simon Geschke (GER)       | 24e         |
| 124         | Christophe Laporte (FRA)  | 65e         |
| 125         | Anthony Perez (FRA)       | 108e        |
| 126         | Pierre-Luc Périchon (FRA) | 68e         |
| 127         | Jelle Wallays (BEL)       | 110e        |

| BikeExchange BEX | BikeExchange BEX              | BikeExchange BEX |
| ---------------- | ----------------------------- | ---------------- |
| Num              | Coureur                       | Pos              |
| 131              | Michael Matthews (AUS)        | 38e              |
| 132              | Luke Durbridge (AUS) (chrono) | 67e              |
| 133              | Alexander Edmondson (AUS)     | AB-7             |
| 134              | Kaden Groves (AUS)            | AB-6             |
| 135              | Lucas Hamilton (AUS)          | 4e               |
| 136              | Amund Grøndahl Jansen (NOR)   | NP-6             |
| 137              | Alexander Konychev (ITA)      | AB-8             |

| AG2R Citroën Team ACT | AG2R Citroën Team ACT        | AG2R Citroën Team ACT |
| --------------------- | ---------------------------- | --------------------- |
| Num                   | Coureur                      | Pos                   |
| 141                   | Bob Jungels (LUX)            | 27e                   |
| 142                   | Stan Dewulf (BEL)            | 91e                   |
| 143                   | Dorian Godon (FRA)           | 39e                   |
| 144                   | Oliver Naesen (BEL)          | 33e                   |
| 145                   | Ben O'Connor (AUS)           | 12e                   |
| 146                   | Aurélien Paret-Peintre (FRA) | 9e                    |
| 147                   | Damien Touzé (FRA)           | 44e                   |

| UAE Team Emirates UAD | UAE Team Emirates UAD           | UAE Team Emirates UAD |
| --------------------- | ------------------------------- | --------------------- |
| Num                   | Coureur                         | Pos                   |
| 151                   | Alexander Kristoff (NOR)        | 82e                   |
| 152                   | Sven Erik Bystrøm (NOR) (route) | 43e                   |
| 153                   | Rui Costa (POR) (route)         | 55e                   |
| 154                   | David de la Cruz (ESP)          | 51e                   |
| 155                   | Brandon McNulty (USA)           | AB-6                  |
| 156                   | Rui Oliveira (POR)              | 95e                   |
| 157                   | Matteo Trentin (ITA)            | 47e                   |

| Bahrain Victorious TBV | Bahrain Victorious TBV  | Bahrain Victorious TBV |
| ---------------------- | ----------------------- | ---------------------- |
| Num                    | Coureur                 | Pos                    |
| 161                    | Dylan Teuns (BEL)       | 20e                    |
| 162                    | Yukiya Arashiro (JPN)   | 87e                    |
| 163                    | Phil Bauhaus (GER)      | 117e                   |
| 164                    | Jack Haig (AUS)         | 7e                     |
| 165                    | Marco Haller (AUT)      | 107e                   |
| 166                    | Heinrich Haussler (AUS) | AB-8                   |
| 167                    | Gino Mäder (SUI)        | 10e                    |

| Total Direct Énergie TDE | Total Direct Énergie TDE   | Total Direct Énergie TDE |
| ------------------------ | -------------------------- | ------------------------ |
| Num                      | Coureur                    | Pos                      |
| 171                      | Pierre Latour (FRA)        | 16e                      |
| 172                      | Edvald Boasson Hagen (NOR) | 85e                      |
| 173                      | Fabien Doubey (FRA)        | 81e                      |
| 174                      | Christopher Lawless (GBR)  | AB-4                     |
| 175                      | Anthony Turgis (FRA)       | 80e                      |
| 176                      | Dries Van Gestel (BEL)     | AB-6                     |
| 177                      | Alexis Vuillermoz (FRA)    | AB-2                     |

| Movistar Team MOV | Movistar Team MOV        | Movistar Team MOV |
| ----------------- | ------------------------ | ----------------- |
| Num               | Coureur                  | Pos               |
| 181               | Matteo Jorgenson (USA)   | 8e                |
| 182               | Jorge Arcas (ESP)        | 34e               |
| 183               | Imanol Erviti (ESP)      | 84e               |
| 184               | Johan Jacobs (SUI)       | AB-8              |
| 185               | Sebastián Mora (ESP)     | AB-8              |
| 186               | Gregor Mühlberger (AUT)  | 63e               |
| 187               | José Joaquín Rojas (ESP) | 31e               |

| Israel Start-Up Nation ISN | Israel Start-Up Nation ISN      | Israel Start-Up Nation ISN |
| -------------------------- | ------------------------------- | -------------------------- |
| Num                        | Coureur                         | Pos                        |
| 191                        | Krists Neilands (LAT)           | 21e                        |
| 192                        | Rudy Barbier (FRA)              | AB-7                       |
| 193                        | Patrick Bevin (NZL)             | NP-7                       |
| 194                        | Matthias Brändle (AUT) (chrono) | 112e                       |
| 195                        | André Greipel (GER)             | 122e                       |
| 196                        | Sep Vanmarcke (BEL)             | 52e                        |
| 197                        | Rick Zabel (GER)                | 105e                       |

| Intermarché-Wanty-Gobert Matériaux IWG | Intermarché-Wanty-Gobert Matériaux IWG | Intermarché-Wanty-Gobert Matériaux IWG |
| -------------------------------------- | -------------------------------------- | -------------------------------------- |
| Num                                    | Coureur                                | Pos                                    |
| 201                                    | Louis Meintjes (RSA)                   | 23e                                    |
| 202                                    | Odd Christian Eiking (NOR)             | 37e                                    |
| 203                                    | Jonas Koch (GER)                       | 89e                                    |
| 204                                    | Rein Taaramäe (EST)                    | 76e                                    |
| 205                                    | Taco van der Hoorn (NED)               | 115e                                   |
| 206                                    | Boy van Poppel (NED)                   | 126e                                   |
| 207                                    | Danny van Poppel (NED)                 | 96e                                    |

| B&B Hotels p/b KTM BBK | B&B Hotels p/b KTM BBK | B&B Hotels p/b KTM BBK |
| ---------------------- | ---------------------- | ---------------------- |
| Num                    | Coureur                | Pos                    |
| 211                    | Bryan Coquard (FRA)    | 69e                    |
| 212                    | Cyril Barthe (FRA)     | 62e                    |
| 213                    | Cyril Gautier (FRA)    | 70e                    |
| 214                    | Jonathan Hivert (FRA)  | 97e                    |
| 215                    | Jérémy Lecroq (FRA)    | 127e                   |
| 216                    | Cyril Lemoine (FRA)    | 101e                   |
| 217                    | Quentin Pacher (FRA)   | 22e                    |

| Alpecin-Fenix AFC | Alpecin-Fenix AFC            | Alpecin-Fenix AFC |
| ----------------- | ---------------------------- | ----------------- |
| Num               | Coureur                      | Pos               |
| 221               | Jasper Philipsen (BEL)       | NP-7              |
| 222               | Dries De Bondt (BEL) (route) | 113e              |
| 223               | Senne Leysen (BEL)           | 109e              |
| 224               | Oscar Riesebeek (NED)        | 72e               |
| 225               | Kristian Sbaragli (ITA)      | 40e               |
| 226               | Scott Thwaites (GBR)         | 103e              |
| 227               | Louis Vervaeke (BEL)         | NP-6              |

| Bora-Hansgrohe BOH | Bora-Hansgrohe BOH          | Bora-Hansgrohe BOH |
| ------------------ | --------------------------- | ------------------ |
| Num                | Coureur                     | Pos                |
| 1                  | Maximilian Schachmann (GER) | 1er                |
| 2                  | Pascal Ackermann (GER)      | AB-8               |
| 3                  | Cesare Benedetti (ITA)      | 123e               |
| 4                  | Felix Großschartner (AUT)   | 73e                |
| 5                  | Jordi Meeus (BEL)           | 121e               |
| 6                  | Nils Politt (GER)           | 54e                |
| 7                  | Michael Schwarzmann (GER)   | 119e               |

| Team DSM DSM | Team DSM DSM               | Team DSM DSM |
| ------------ | -------------------------- | ------------ |
| Num          | Coureur                    | Pos          |
| 11           | Tiesj Benoot (BEL)         | 5e           |
| 12           | Cees Bol (NED)             | 120e         |
| 13           | Nils Eekhoff (NED)         | 99e          |
| 14           | Jai Hindley (AUS)          | 18e          |
| 15           | Søren Kragh Andersen (DEN) | NP-4         |
| 16           | Casper Pedersen (DEN)      | 92e          |
| 17           | Jasha Sütterlin (GER)      | 124e         |

| EF Education-Nippo EFN | EF Education-Nippo EFN    | EF Education-Nippo EFN |
| ---------------------- | ------------------------- | ---------------------- |
| Num                    | Coureur                   | Pos                    |
| 21                     | Magnus Cort Nielsen (DEN) | 57e                    |
| 22                     | Daniel Arroyave (COL)     | AB-6                   |
| 23                     | Stefan Bissegger (SUI)    | 77e                    |
| 24                     | Julien El Fares (FRA)     | 35e                    |
| 25                     | Jens Keukeleire (BEL)     | AB-4                   |
| 26                     | Neilson Powless (USA)     | 25e                    |
| 27                     | Jonas Rutsch (GER)        | 111e                   |

| Jumbo-Visma TJV | Jumbo-Visma TJV              | Jumbo-Visma TJV |
| --------------- | ---------------------------- | --------------- |
| Num             | Coureur                      | Pos             |
| 31              | Primož Roglič (SLO) (route)  | 15e             |
| 32              | George Bennett (NZL) (route) | 30e             |
| 33              | Lennard Hofstede (NED)       | AB-8            |
| 34              | Steven Kruijswijk (NED)      | 29e             |
| 35              | Tony Martin (GER) (chrono)   | AB-5            |
| 36              | Sam Oomen (NED)              | 41e             |
| 37              | Jos van Emden (NED)          | AB-8            |

| Ineos Grenadiers IGD | Ineos Grenadiers IGD     | Ineos Grenadiers IGD |
| -------------------- | ------------------------ | -------------------- |
| Num                  | Coureur                  | Pos                  |
| 41                   | Richie Porte (AUS)       | AB-1                 |
| 42                   | Andrey Amador (CRC)      | 94e                  |
| 43                   | Laurens De Plus (BEL)    | 46e                  |
| 44                   | Rohan Dennis (AUS)       | 45e                  |
| 45                   | Tao Geoghegan Hart (GBR) | AB-4                 |
| 46                   | Ben Swift (GBR)          | 49e                  |
| 47                   | Dylan van Baarle (NED)   | 13e                  |

| Qhubeka Assos TQA | Qhubeka Assos TQA             | Qhubeka Assos TQA |
| ----------------- | ----------------------------- | ----------------- |
| Num               | Coureur                       | Pos               |
| 51                | Sergio Henao (COL)            | 19e               |
| 52                | Sander Armée (BEL)            | 75e               |
| 53                | Fabio Aru (ITA)               | 26e               |
| 54                | Victor Campenaerts (BEL)      | 88e               |
| 55                | Giacomo Nizzolo (ITA) (route) | NP-8              |
| 56                | Matteo Pelucchi (ITA)         | AB-4              |
| 57                | Max Walscheid (GER)           | NP-7              |

| Astana-Premier Tech APT | Astana-Premier Tech APT                 | Astana-Premier Tech APT |
| ----------------------- | --------------------------------------- | ----------------------- |
| Num                     | Coureur                                 | Pos                     |
| 61                      | Aleksandr Vlasov (RUS)                  | 2e                      |
| 62                      | Samuele Battistella (ITA)               | NP-4                    |
| 63                      | Omar Fraile (ESP)                       | 50e                     |
| 64                      | Ion Izagirre (ESP)                      | 3e                      |
| 65                      | Alexey Lutsenko (KAZ) (route et chrono) | AB-8                    |
| 66                      | Luis León Sánchez (ESP) (route)         | 17e                     |
| 67                      | Matteo Sobrero (ITA)                    | 42e                     |

| Trek-Segafredo TFS | Trek-Segafredo TFS    | Trek-Segafredo TFS |
| ------------------ | --------------------- | ------------------ |
| Num                | Coureur               | Pos                |
| 71                 | Mads Pedersen (DEN)   | 118e               |
| 72                 | Julien Bernard (FRA)  | 28e                |
| 73                 | Kenny Elissonde (FRA) | 36e                |
| 74                 | Alex Kirsch (LUX)     | 104e               |
| 75                 | Jacopo Mosca (ITA)    | 58e                |
| 76                 | Jasper Stuyven (BEL)  | 59e                |
| 77                 | Edward Theuns (BEL)   | 71e                |

| Groupama-FDJ GFC | Groupama-FDJ GFC            | Groupama-FDJ GFC |
| ---------------- | --------------------------- | ---------------- |
| Num              | Coureur                     | Pos              |
| 81               | David Gaudu (FRA)           | AB-8             |
| 82               | Bruno Armirail (FRA)        | 74e              |
| 83               | Arnaud Démare (FRA) (route) | 106e             |
| 84               | Jacopo Guarnieri (ITA)      | 116e             |
| 85               | Ignatas Konovalovas (LTU)   | 102e             |
| 86               | Miles Scotson (AUS)         | AB-6             |
| 87               | Ramon Sinkeldam (NED)       | 125e             |

| Lotto-Soudal LTS | Lotto-Soudal LTS         | Lotto-Soudal LTS |
| ---------------- | ------------------------ | ---------------- |
| Num              | Coureur                  | Pos              |
| 91               | Philippe Gilbert (BEL)   | 60e              |
| 92               | Thomas De Gendt (BEL)    | 66e              |
| 93               | John Degenkolb (GER)     | 93e              |
| 94               | Kobe Goossens (BEL)      | AB-4             |
| 95               | Stefano Oldani (ITA)     | 61e              |
| 96               | Harm Vanhoucke (BEL)     | 11e              |
| 97               | Florian Vermeersch (BEL) | 100e             |

| Arkéa-Samsic ARK | Arkéa-Samsic ARK        | Arkéa-Samsic ARK |
| ---------------- | ----------------------- | ---------------- |
| Num              | Coureur                 | Pos              |
| 101              | Warren Barguil (FRA)    | 14e              |
| 102              | Maxime Bouet (FRA)      | NP-6             |
| 103              | Nacer Bouhanni (FRA)    | 90e              |
| 104              | Anthony Delaplace (FRA) | NP-6             |
| 105              | Daniel McLay (GBR)      | 114e             |
| 106              | Clément Russo (FRA)     | 78e              |
| 107              | Connor Swift (GBR)      | 56e              |

| Deceuninck-Quick Step DQT | Deceuninck-Quick Step DQT   | Deceuninck-Quick Step DQT |
| ------------------------- | --------------------------- | ------------------------- |
| Num                       | Coureur                     | Pos                       |
| 111                       | Sam Bennett (IRL)           | 79e                       |
| 112                       | Mattia Cattaneo (ITA)       | 32e                       |
| 113                       | Rémi Cavagna (FRA) (chrono) | 83e                       |
| 114                       | Tim Declercq (BEL)          | 64e                       |
| 115                       | Yves Lampaert (BEL)         | 48e                       |
| 116                       | Michael Mørkøv (DEN)        | 98e                       |
| 117                       | Florian Sénéchal (FRA)      | 53e                       |

| Cofidis COF | Cofidis COF               | Cofidis COF |
| ----------- | ------------------------- | ----------- |
| Num         | Coureur                   | Pos         |
| 121         | Guillaume Martin (FRA)    | 6e          |
| 122         | Piet Allegaert (BEL)      | 86e         |
| 123         | Simon Geschke (GER)       | 24e         |
| 124         | Christophe Laporte (FRA)  | 65e         |
| 125         | Anthony Perez (FRA)       | 108e        |
| 126         | Pierre-Luc Périchon (FRA) | 68e         |
| 127         | Jelle Wallays (BEL)       | 110e        |

| BikeExchange BEX | BikeExchange BEX              | BikeExchange BEX |
| ---------------- | ----------------------------- | ---------------- |
| Num              | Coureur                       | Pos              |
| 131              | Michael Matthews (AUS)        | 38e              |
| 132              | Luke Durbridge (AUS) (chrono) | 67e              |
| 133              | Alexander Edmondson (AUS)     | AB-7             |
| 134              | Kaden Groves (AUS)            | AB-6             |
| 135              | Lucas Hamilton (AUS)          | 4e               |
| 136              | Amund Grøndahl Jansen (NOR)   | NP-6             |
| 137              | Alexander Konychev (ITA)      | AB-8             |

| AG2R Citroën Team ACT | AG2R Citroën Team ACT        | AG2R Citroën Team ACT |
| --------------------- | ---------------------------- | --------------------- |
| Num                   | Coureur                      | Pos                   |
| 141                   | Bob Jungels (LUX)            | 27e                   |
| 142                   | Stan Dewulf (BEL)            | 91e                   |
| 143                   | Dorian Godon (FRA)           | 39e                   |
| 144                   | Oliver Naesen (BEL)          | 33e                   |
| 145                   | Ben O'Connor (AUS)           | 12e                   |
| 146                   | Aurélien Paret-Peintre (FRA) | 9e                    |
| 147                   | Damien Touzé (FRA)           | 44e                   |

| UAE Team Emirates UAD | UAE Team Emirates UAD           | UAE Team Emirates UAD |
| --------------------- | ------------------------------- | --------------------- |
| Num                   | Coureur                         | Pos                   |
| 151                   | Alexander Kristoff (NOR)        | 82e                   |
| 152                   | Sven Erik Bystrøm (NOR) (route) | 43e                   |
| 153                   | Rui Costa (POR) (route)         | 55e                   |
| 154                   | David de la Cruz (ESP)          | 51e                   |
| 155                   | Brandon McNulty (USA)           | AB-6                  |
| 156                   | Rui Oliveira (POR)              | 95e                   |
| 157                   | Matteo Trentin (ITA)            | 47e                   |

| Bahrain Victorious TBV | Bahrain Victorious TBV  | Bahrain Victorious TBV |
| ---------------------- | ----------------------- | ---------------------- |
| Num                    | Coureur                 | Pos                    |
| 161                    | Dylan Teuns (BEL)       | 20e                    |
| 162                    | Yukiya Arashiro (JPN)   | 87e                    |
| 163                    | Phil Bauhaus (GER)      | 117e                   |
| 164                    | Jack Haig (AUS)         | 7e                     |
| 165                    | Marco Haller (AUT)      | 107e                   |
| 166                    | Heinrich Haussler (AUS) | AB-8                   |
| 167                    | Gino Mäder (SUI)        | 10e                    |

| Total Direct Énergie TDE | Total Direct Énergie TDE   | Total Direct Énergie TDE |
| ------------------------ | -------------------------- | ------------------------ |
| Num                      | Coureur                    | Pos                      |
| 171                      | Pierre Latour (FRA)        | 16e                      |
| 172                      | Edvald Boasson Hagen (NOR) | 85e                      |
| 173                      | Fabien Doubey (FRA)        | 81e                      |
| 174                      | Christopher Lawless (GBR)  | AB-4                     |
| 175                      | Anthony Turgis (FRA)       | 80e                      |
| 176                      | Dries Van Gestel (BEL)     | AB-6                     |
| 177                      | Alexis Vuillermoz (FRA)    | AB-2                     |

| Movistar Team MOV | Movistar Team MOV        | Movistar Team MOV |
| ----------------- | ------------------------ | ----------------- |
| Num               | Coureur                  | Pos               |
| 181               | Matteo Jorgenson (USA)   | 8e                |
| 182               | Jorge Arcas (ESP)        | 34e               |
| 183               | Imanol Erviti (ESP)      | 84e               |
| 184               | Johan Jacobs (SUI)       | AB-8              |
| 185               | Sebastián Mora (ESP)     | AB-8              |
| 186               | Gregor Mühlberger (AUT)  | 63e               |
| 187               | José Joaquín Rojas (ESP) | 31e               |

| Israel Start-Up Nation ISN | Israel Start-Up Nation ISN      | Israel Start-Up Nation ISN |
| -------------------------- | ------------------------------- | -------------------------- |
| Num                        | Coureur                         | Pos                        |
| 191                        | Krists Neilands (LAT)           | 21e                        |
| 192                        | Rudy Barbier (FRA)              | AB-7                       |
| 193                        | Patrick Bevin (NZL)             | NP-7                       |
| 194                        | Matthias Brändle (AUT) (chrono) | 112e                       |
| 195                        | André Greipel (GER)             | 122e                       |
| 196                        | Sep Vanmarcke (BEL)             | 52e                        |
| 197                        | Rick Zabel (GER)                | 105e                       |

| Intermarché-Wanty-Gobert Matériaux IWG | Intermarché-Wanty-Gobert Matériaux IWG | Intermarché-Wanty-Gobert Matériaux IWG |
| -------------------------------------- | -------------------------------------- | -------------------------------------- |
| Num                                    | Coureur                                | Pos                                    |
| 201                                    | Louis Meintjes (RSA)                   | 23e                                    |
| 202                                    | Odd Christian Eiking (NOR)             | 37e                                    |
| 203                                    | Jonas Koch (GER)                       | 89e                                    |
| 204                                    | Rein Taaramäe (EST)                    | 76e                                    |
| 205                                    | Taco van der Hoorn (NED)               | 115e                                   |
| 206                                    | Boy van Poppel (NED)                   | 126e                                   |
| 207                                    | Danny van Poppel (NED)                 | 96e                                    |

| B&B Hotels p/b KTM BBK | B&B Hotels p/b KTM BBK | B&B Hotels p/b KTM BBK |
| ---------------------- | ---------------------- | ---------------------- |
| Num                    | Coureur                | Pos                    |
| 211                    | Bryan Coquard (FRA)    | 69e                    |
| 212                    | Cyril Barthe (FRA)     | 62e                    |
| 213                    | Cyril Gautier (FRA)    | 70e                    |
| 214                    | Jonathan Hivert (FRA)  | 97e                    |
| 215                    | Jérémy Lecroq (FRA)    | 127e                   |
| 216                    | Cyril Lemoine (FRA)    | 101e                   |
| 217                    | Quentin Pacher (FRA)   | 22e                    |

| Alpecin-Fenix AFC | Alpecin-Fenix AFC            | Alpecin-Fenix AFC |
| ----------------- | ---------------------------- | ----------------- |
| Num               | Coureur                      | Pos               |
| 221               | Jasper Philipsen (BEL)       | NP-7              |
| 222               | Dries De Bondt (BEL) (route) | 113e              |
| 223               | Senne Leysen (BEL)           | 109e              |
| 224               | Oscar Riesebeek (NED)        | 72e               |
| 225               | Kristian Sbaragli (ITA)      | 40e               |
| 226               | Scott Thwaites (GBR)         | 103e              |
| 227               | Louis Vervaeke (BEL)         | NP-6              |